# Triumph Motor Company

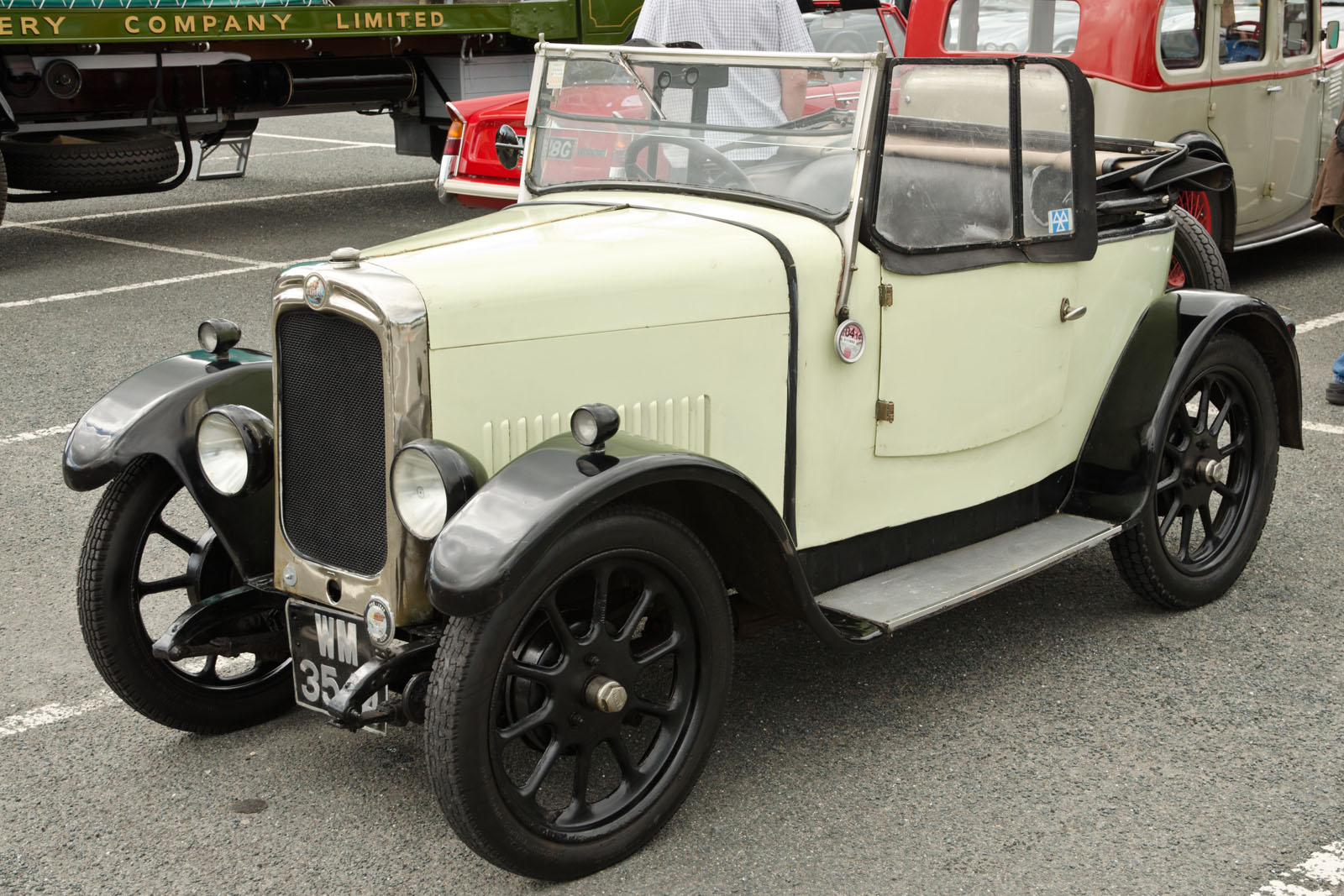
1929 Triumph Super 7 Two Seat Tourer

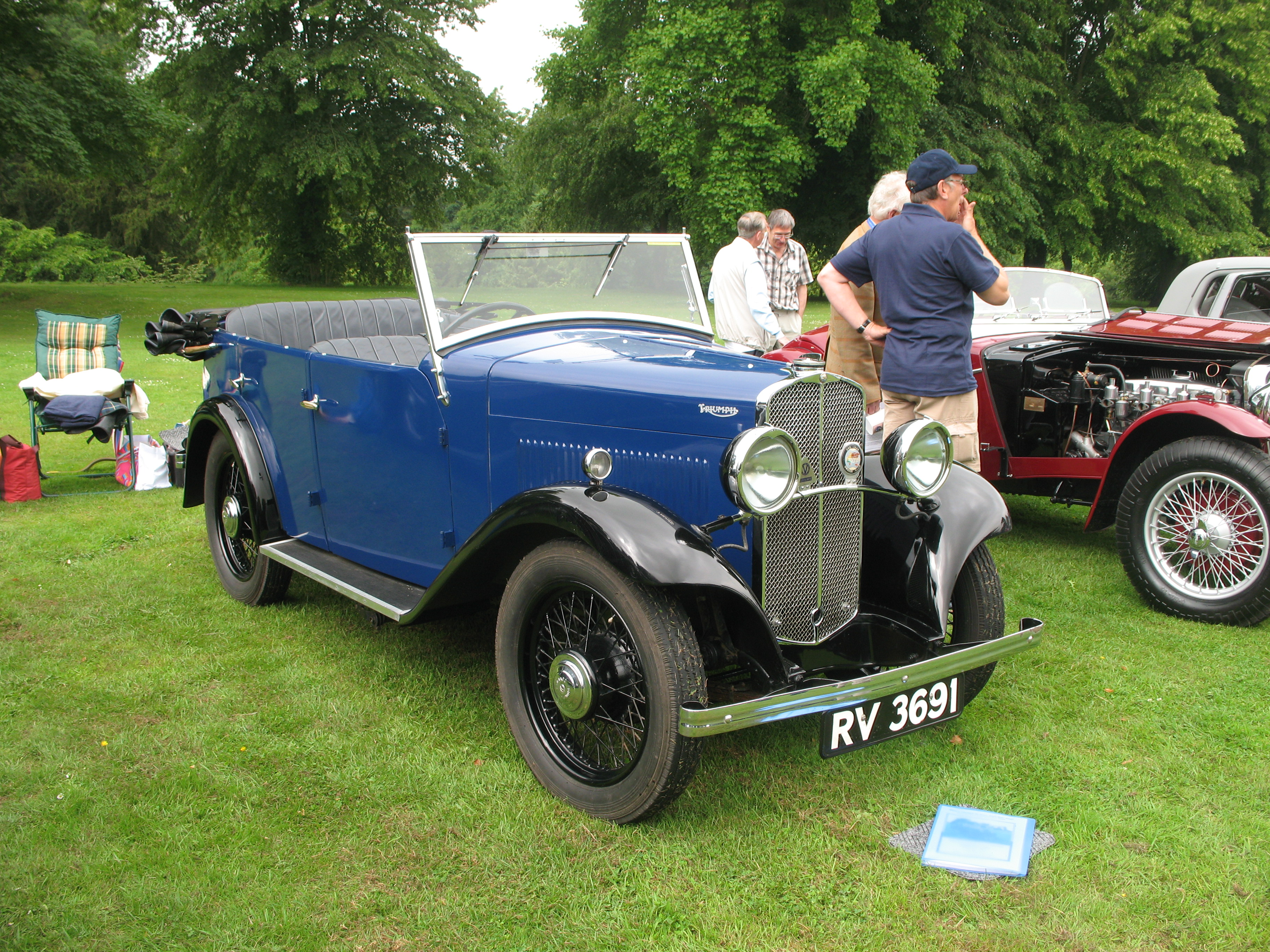
1931 Triumph Super 9 4 Seat

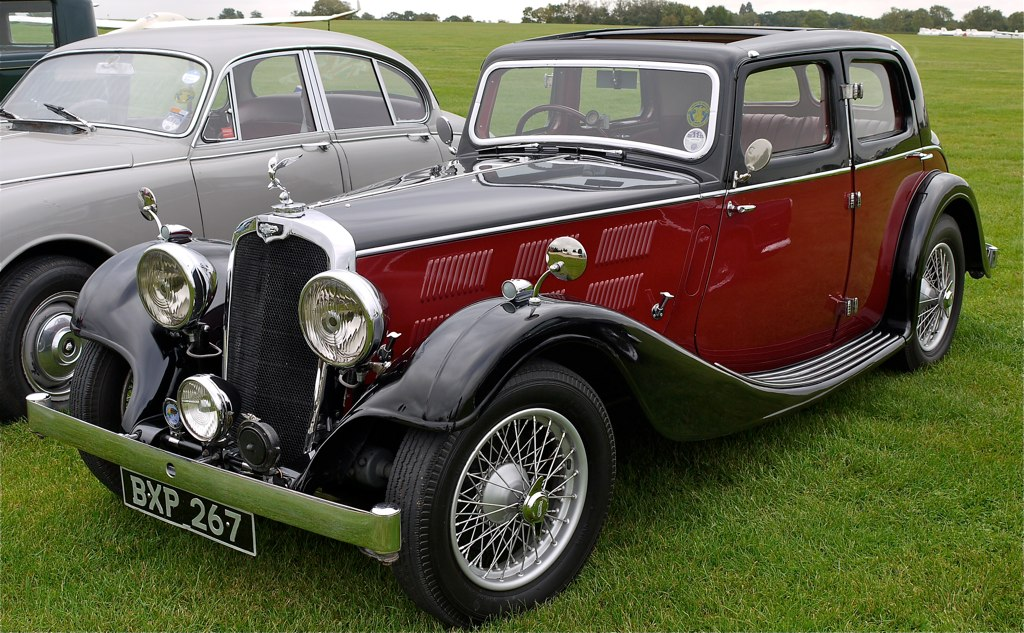
Triumph Gloria 1935

Triumph fue un fabricante británico de automóviles cuya producción cesó en 1984. En 1936 la empresa se deshizo de su división de vehículos de dos ruedas, vendida a Ariel Motorcycles dando lugar a Triumph Engineering Co Ltd, germen de Triumph Motorcycles. En la actualidad los derechos sobre la marca y los logos de los automóviles Triumph son propiedad de BMW.
La empresa es recordada por sus pequeños coches deportivos, muy populares en las décadas de 1960 y 1970.

## Historia

### Orígenes
El origen de la marca data de 1885, cuando Siegfried Bettmann (1863–1951), natural de Núremberg y posteriormente nacionalizado inglés, fundó la empresa Bettmann & Co para la importación de bicicletas que vendía bajo su propia marca en Londres. Al año siguiente el establecimiento pasó a llamarse "Triumph", nombre que ha sobrevivido hasta la actualidad en la rama de motocicletas.

### Triumph Cycle Company
En 1887 Bettmann se asociaría con el también alemán Moritz Schulte, pasando la compañía a denominarse Triumph Cycle Co. Ltd. 

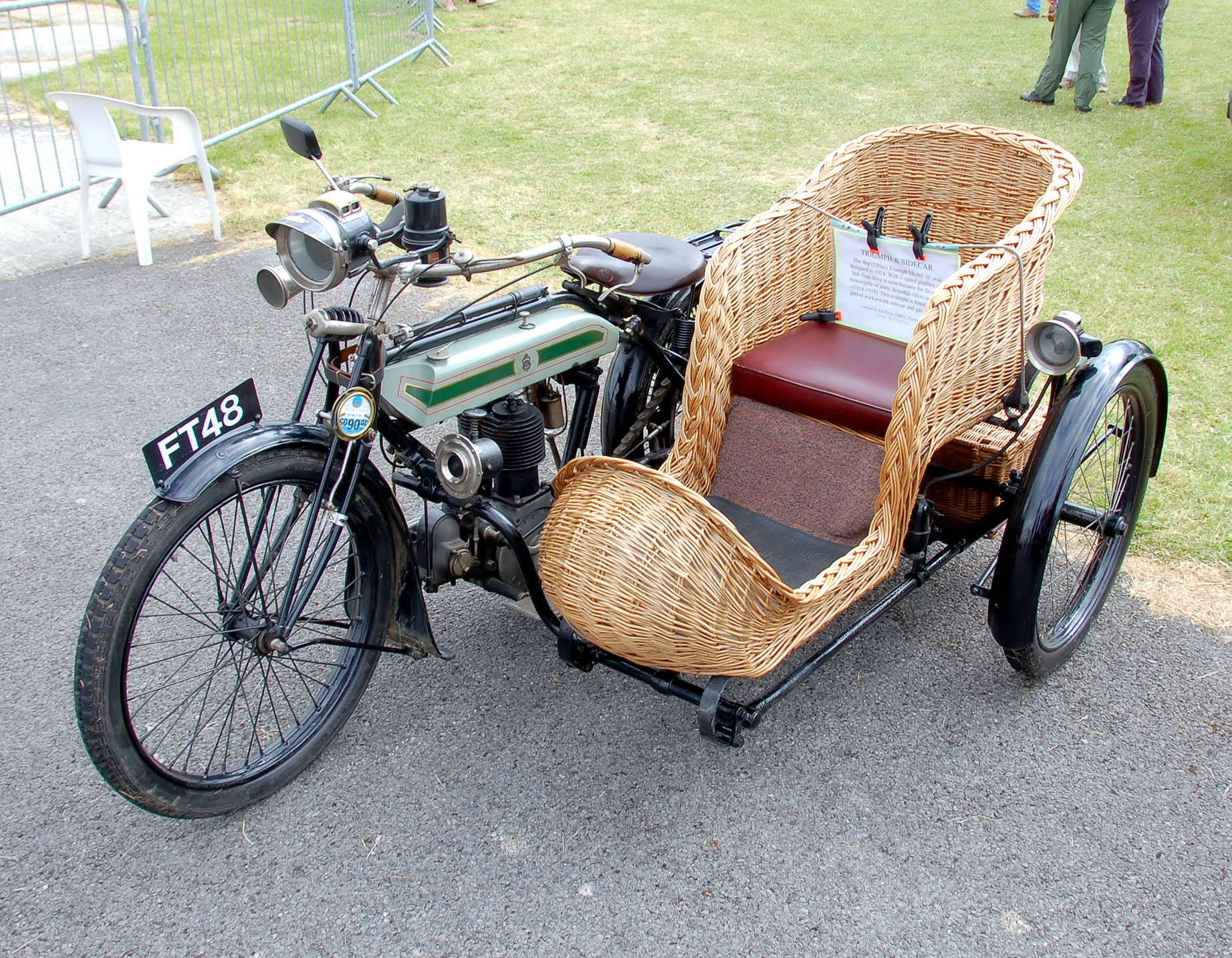
Triumph model H 1914

 No fue hasta 1889 cuando empezaron a producir sus propias bicicletas en Coventry, Inglaterra, pasando en 1902 producir también motocicletas, al principio con motores ajenos y con plantas motrices propias a partir 1907. Paradójicamente, el crecimiento de la compañía se debió a las hostilidades con Alemania, pues pese al origen de sus fundadores el ejército británico solicitó un gran pedido del modelo H de 550 cc durante la Primera Guerra Mundial, lo que situó a la compañía como el mayor fabricante de motocicletas de Gran Bretaña al final de la contienda.

En 1921 Bettmann fue persuadido por su director general Claude Holbrook (1886–1979), quién se había unido la compañía en 1919, para adquirir las instalaciones de la compañía Dawson Motor Company que producía un automóvil con motor de 1.4 litros diseñado por Lea-Francis a cambio de un royalty por unidad vendida. Este primer automóvil Triumph sería renombrado como 10/20, siendo su producción, como la de sus sucesores inmediatos moderada hasta la introducción del Triumph Super 7 de gran éxito y comercializado hasta 1934.

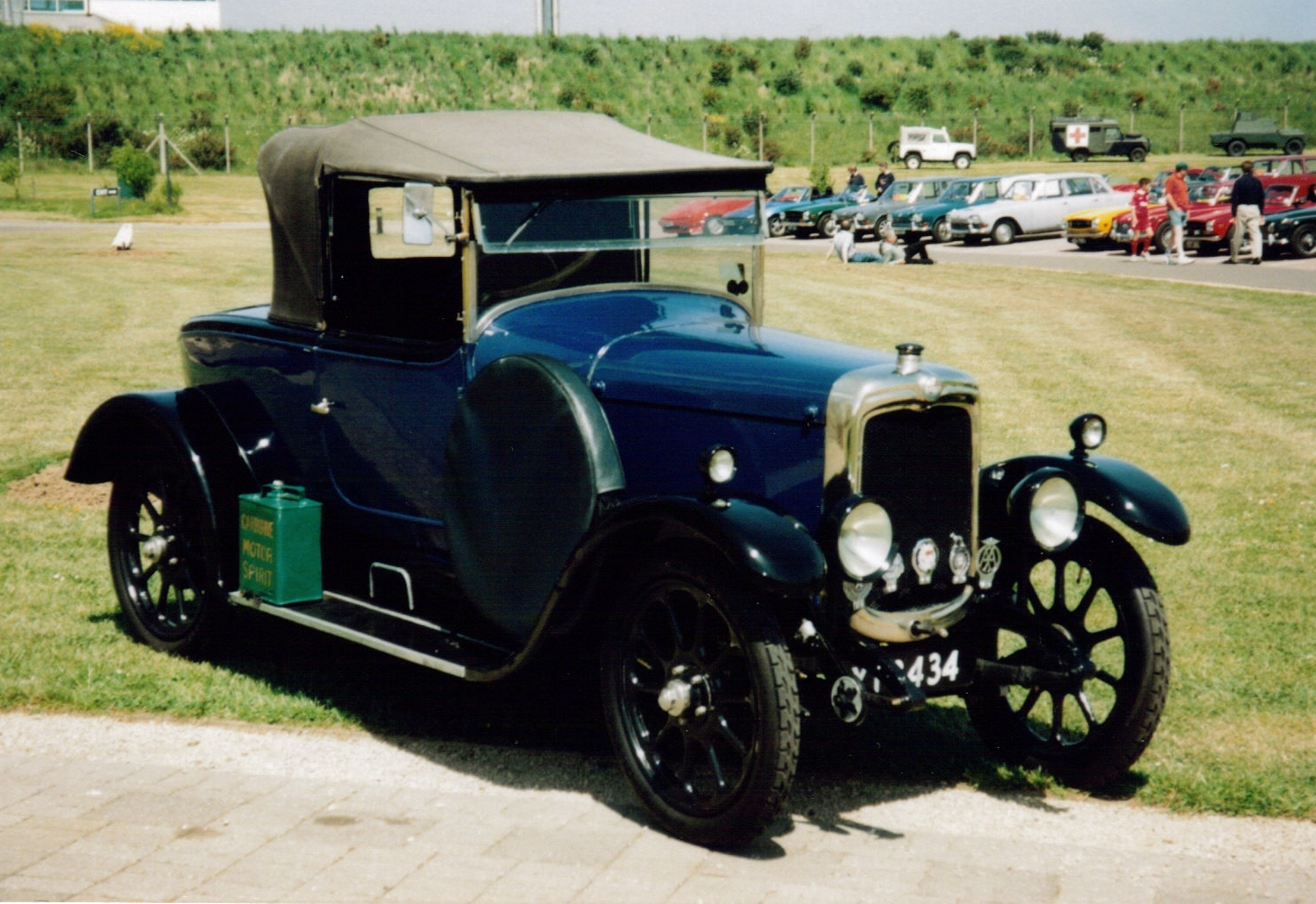
Triumph 10/20 1923

### Triumph Motor Company

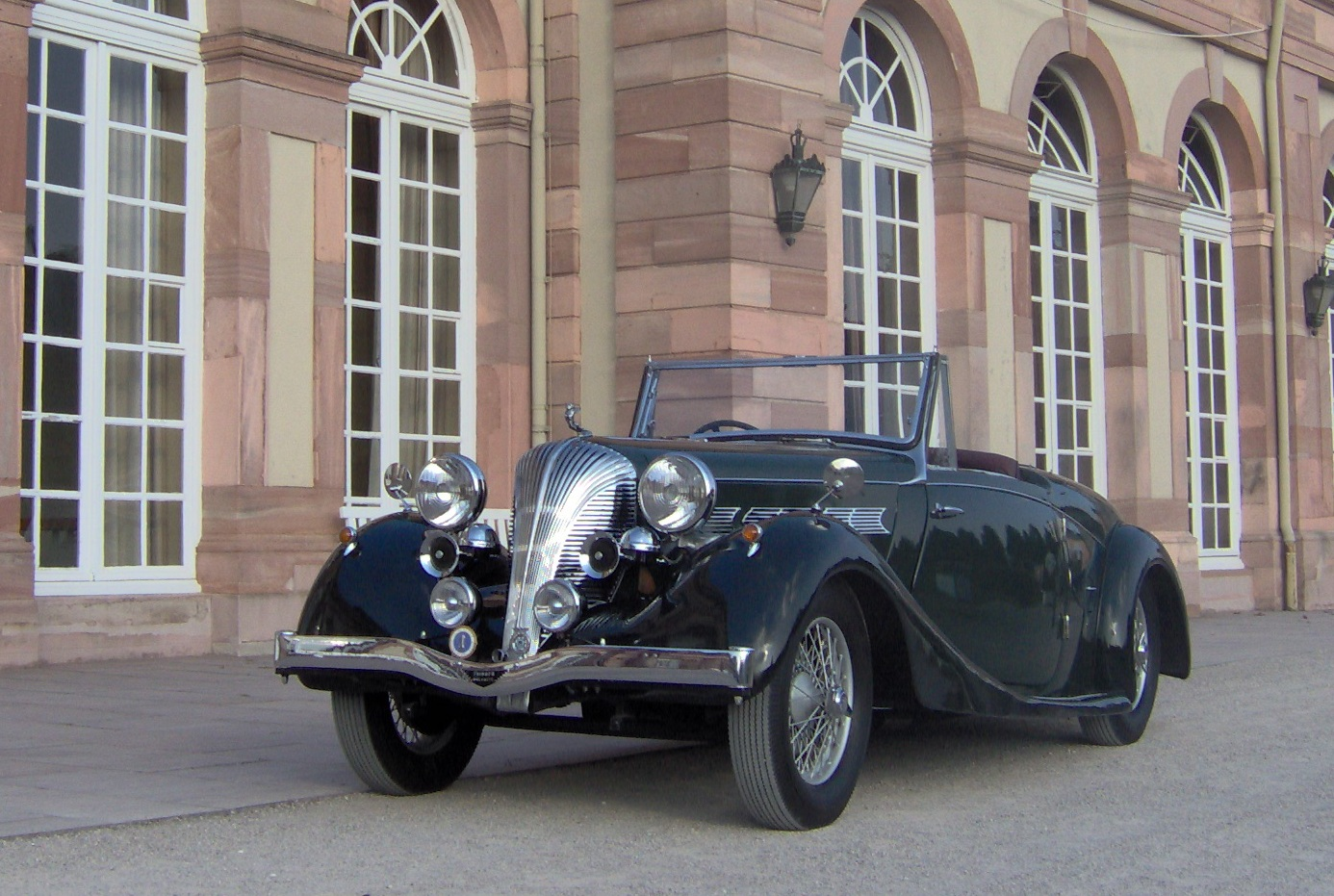
1938 Triumph Dolomite

En 1930 la compañía cambió su nombre por Triumph Motor Company. Holbrook comprendió que el tamaño de la compañía no era adecuado para competir en volumen con empresas grandes, por lo que deciden reconvertir la producción hacia vehículos más exclusivos y caros, introduciendo el modelo  Gloria que como su predecesor el Super 9 tendría una versión dos plazas abierta denominada Gloria Southern Cross aparte de un cupé cerrado denominado Gloria Vitesse. Al principio el diseño de los motores se encarga a Coventry Clímax, pero en 1937 Triumph empieza a producir motores diseñados por Donald Healey, director experimental de la compañía a partir de 1934. En ese año Healey adquirió un Alfa Romeo 8C 2300 y desarrolló una serie de prototipos con motores de ocho cilindros en línea muy influenciados por el diseño del Alfa, denominados Triumph Dolomite en alusión a su ingeniería de inspiración transalpina. La denominación Triumph Dolomite se utilizará por primera vez en un modelo de serie en el Dolomite comercializado entre 1937 y 1940, no relacionado técnicamente con los prototipos.
En 1936, a raíz de problemas financieros la compañía vende el negocio de las dos ruedas a Ariel Motorcycles, dando lugar a Triumph Engineering Co Ltd. Los problemas financieros continúan y en junio de 1939 la empresa entra en Administración Judicial tras la que la empresa es adquirida por Thos W Ward que coloca a Healey como director general. La Segunda Guerra Mundial detiene la producción de coches, siendo las instalaciones completamente destruidas por los bombardeos alemanes en 1940.

### Standard Triumph

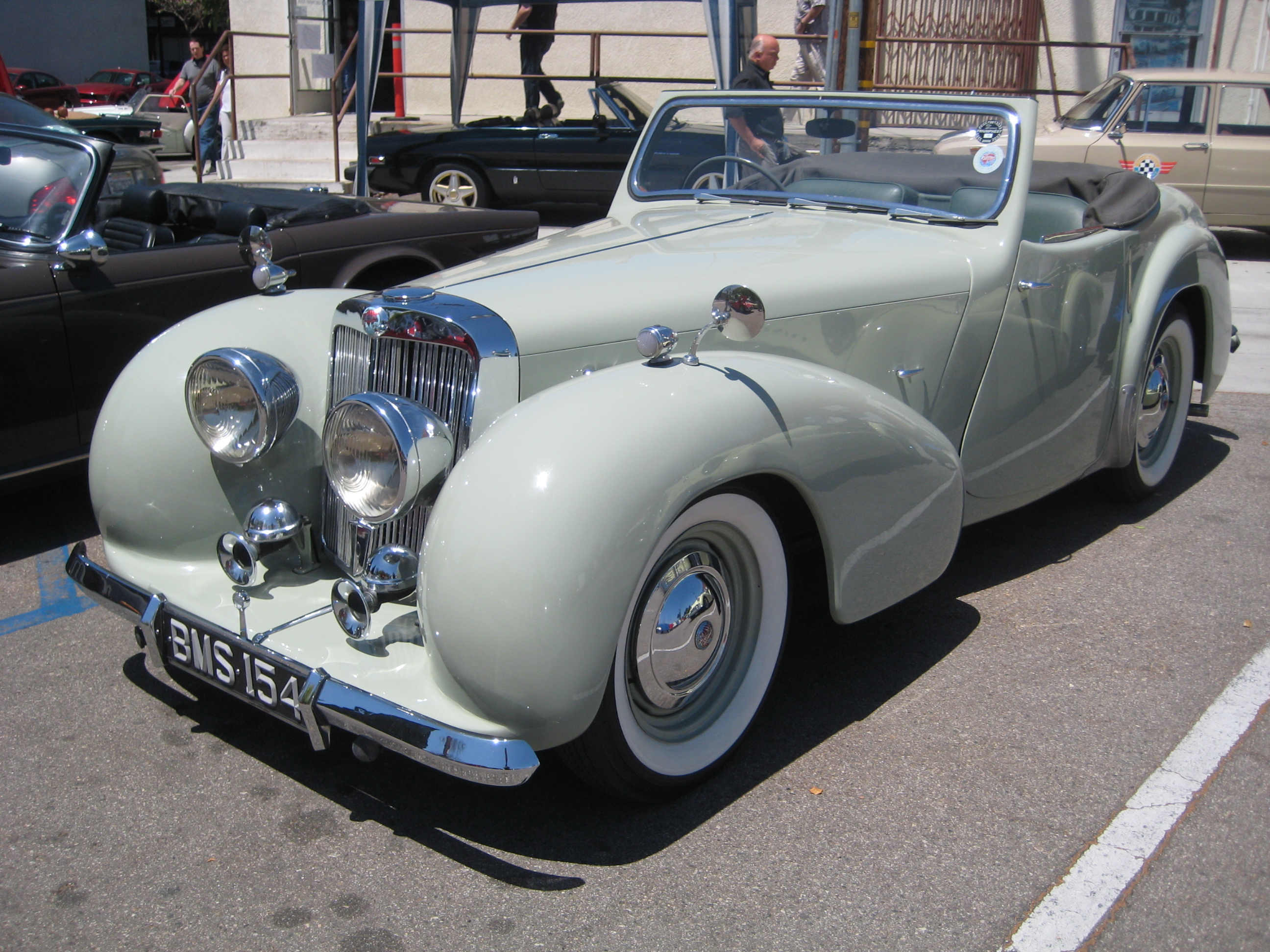
1946 Triumph 1800 Roadster

En noviembre de 1944 la Standard Motor Company adquirió los derechos y las instalaciones destruidas de la Triumph Motor Company, pasando a formar la "Triumph Motor Company (1945) Limited" y trasladando la producción a la planta de Standard en Canley, a las afueras de Coventry. Los nuevos dueños de Triumph habían suministrando previamente motores desde 1938 tanto a la antigua Triumph Motor Company como a Jaguar. Tras la guerra, uno de los objetivos de la nueva dirección de Standard-Triumph fue competir directamente con los Jaguar de postguerra que estaban siendo diseñados entonces.
En 1946 se presentó la nueva gama, totalmente distinta de la anterior a la adquisición y cuyo primer miembro fue el Roadster, el cual contaba con una carrocería de aluminio, algo posible por la escasez de acero y por los excedentes de aluminio procedentes de la industria aeronáutica militar. Utilizaba un motor de 1766 cc que sería también empleado por el 1800 Town and Country, después llamado "Renown", recordado por el estilo elegido por el director general de Standard-Triumph John Black. Un estilo similar también fue utilizado por el Mayflower, de tamaño inferior. Los tres modelos portaban orgullosamente la placa con el globo terrestre de los Triumph de preguerra como única herencia de la antigua compañía. Cuando Sir John Black fue forzado a abandonar la empresa, esta gama inicial de Triumph con carrocerías de aluminio dejó de producirse sin sucesores directos por el alto precio del aluminio y la facilidad de obtención de chapa de acero.

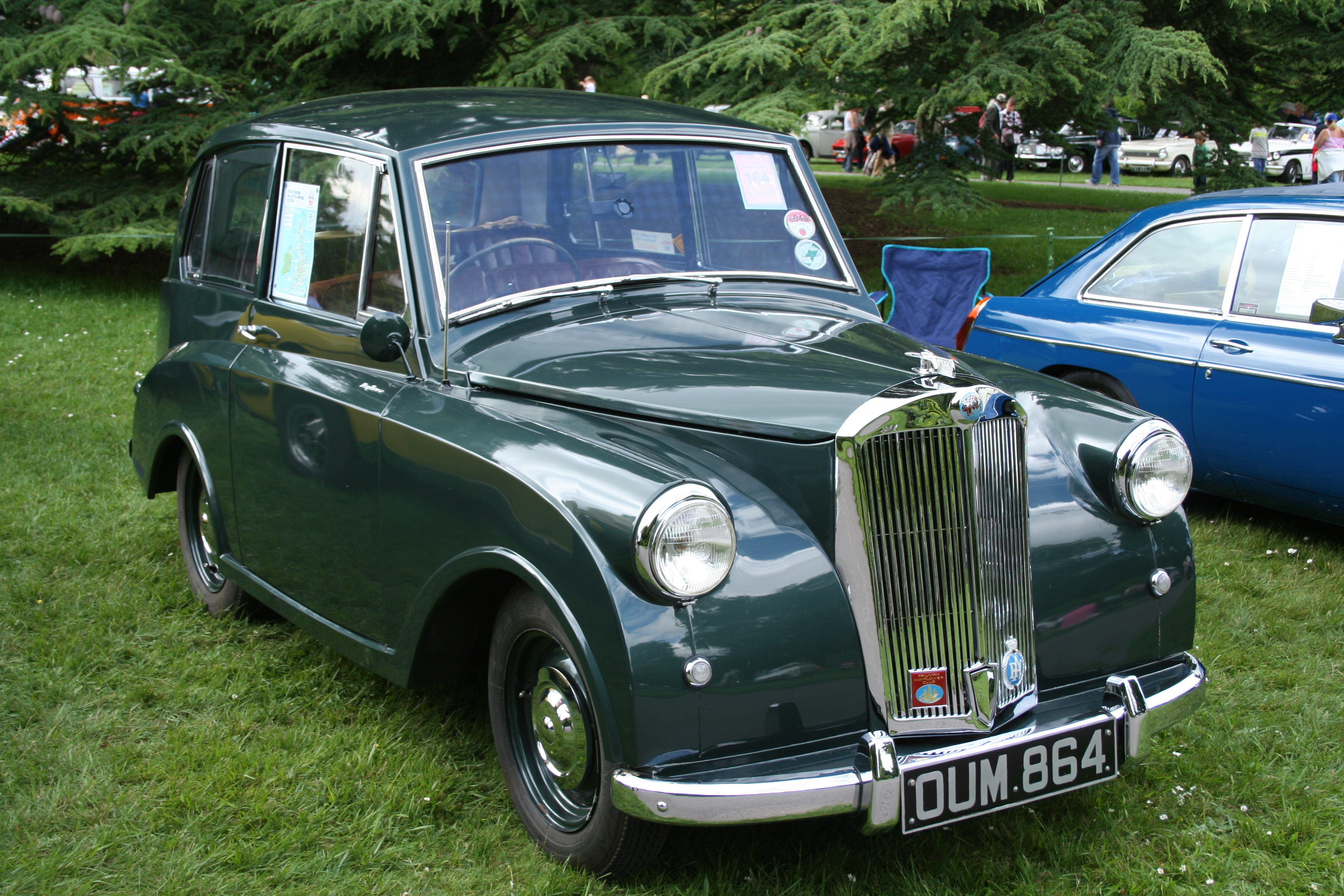
1950 Triumph Mayflower

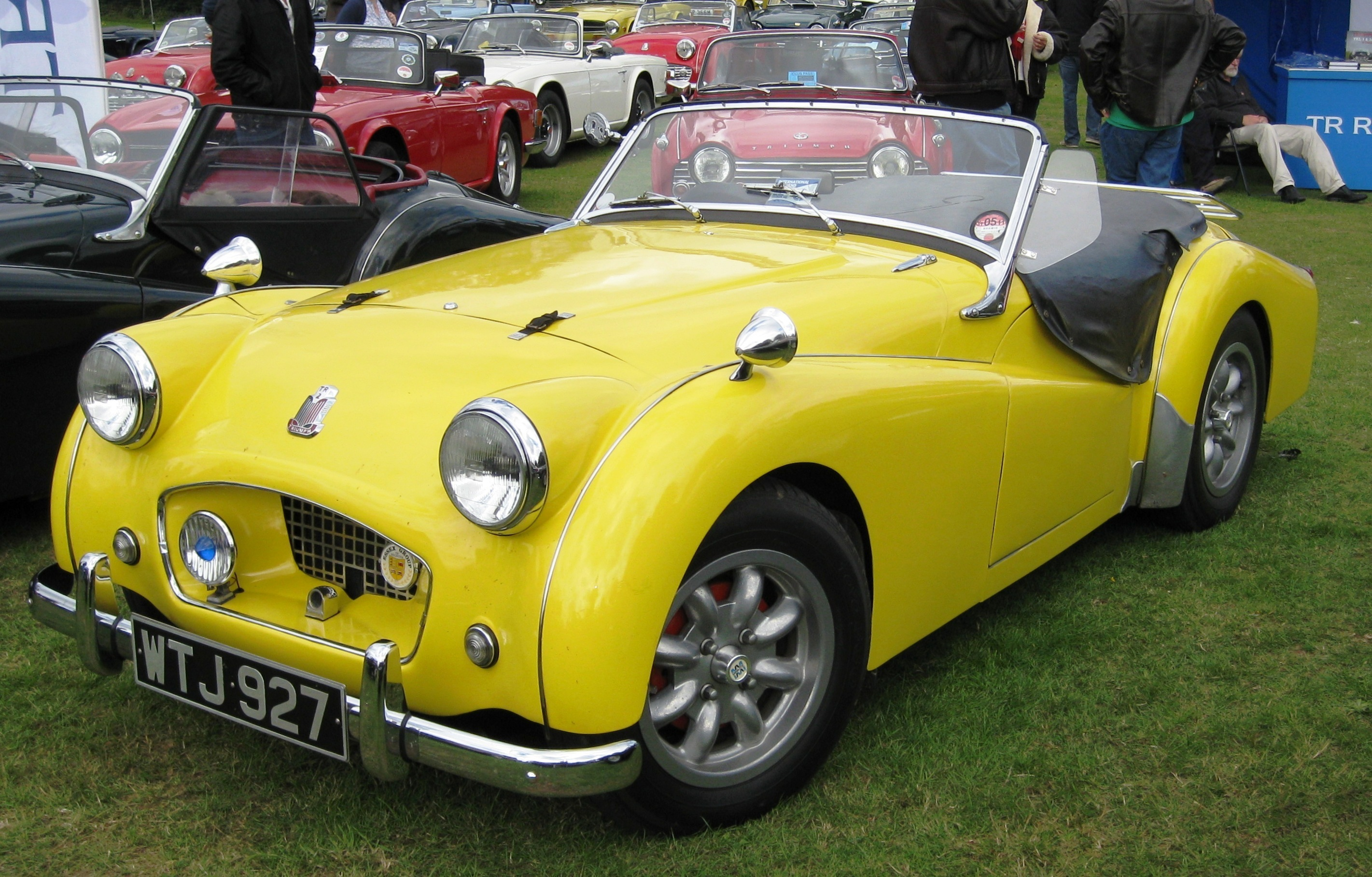
1953-1957 Triumph TR2/TR3

En los primeros año 50 Standard-Triumph decidió utilizar la marca Triumph para sus vehículos deportivos, manteniendo Standard para las berlinas. En 1953 vio la luz el Triumph TR2, primero de una serie de deportivos TR que se prodigaron hasta 1981. Curiosamente, el TR2 llevaba la placa de Standard en el capó pero con globo de Triumph en sus tapacubos.
El éxito de los TR hizo a Triumph más popular entre el gran público que la matriz Standard, por lo que para sustituir a las pequeñas berlinas Standard Eight y Standard Ten se utilizó el nombre de Triumph Herald. El último Standard producido en el Reino Unido fue reemplazado por el Triumph 2000 en 1963.

### Integración en British Leyland

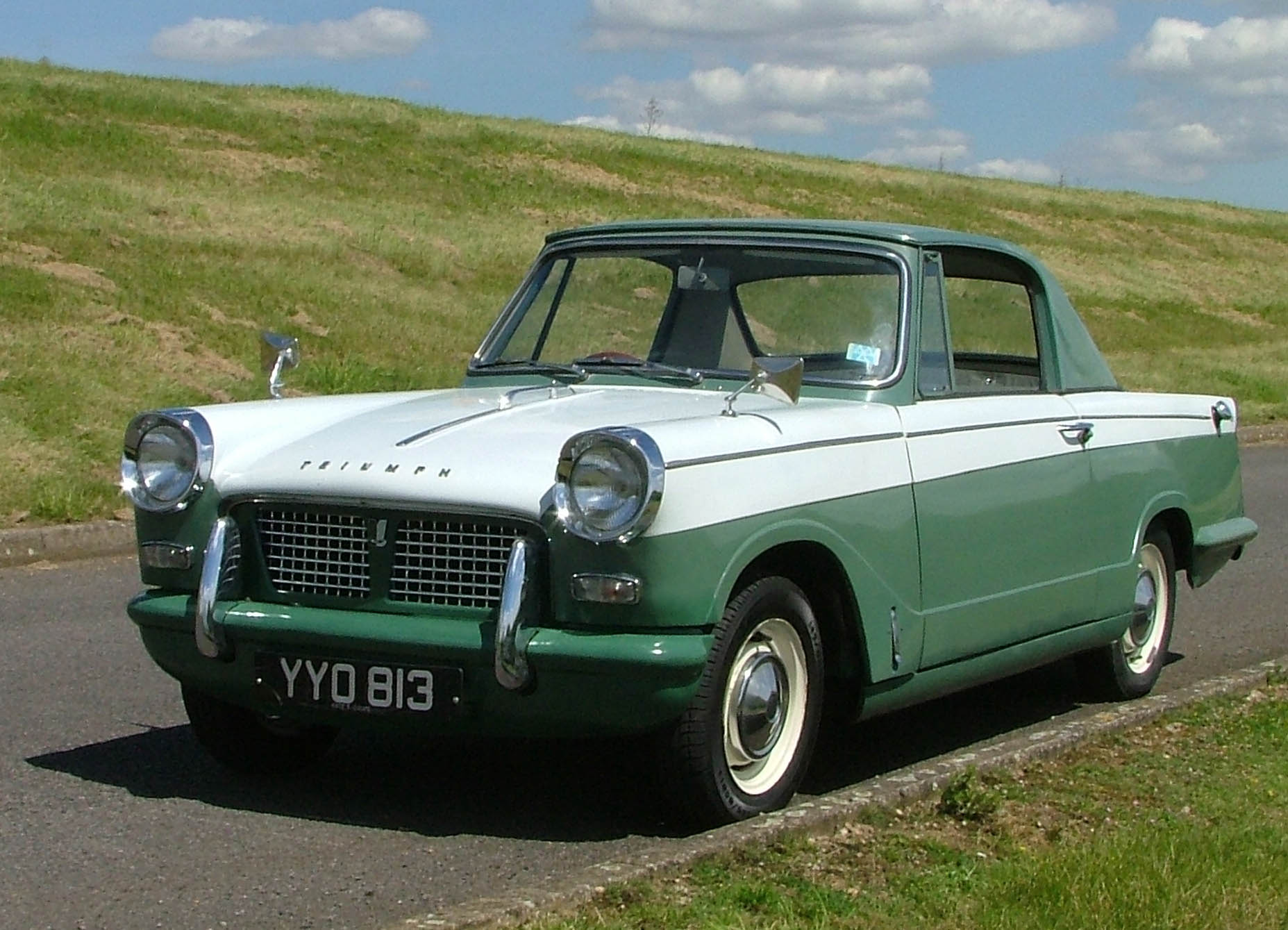
1960 Triumph Herald 948cc Coupe

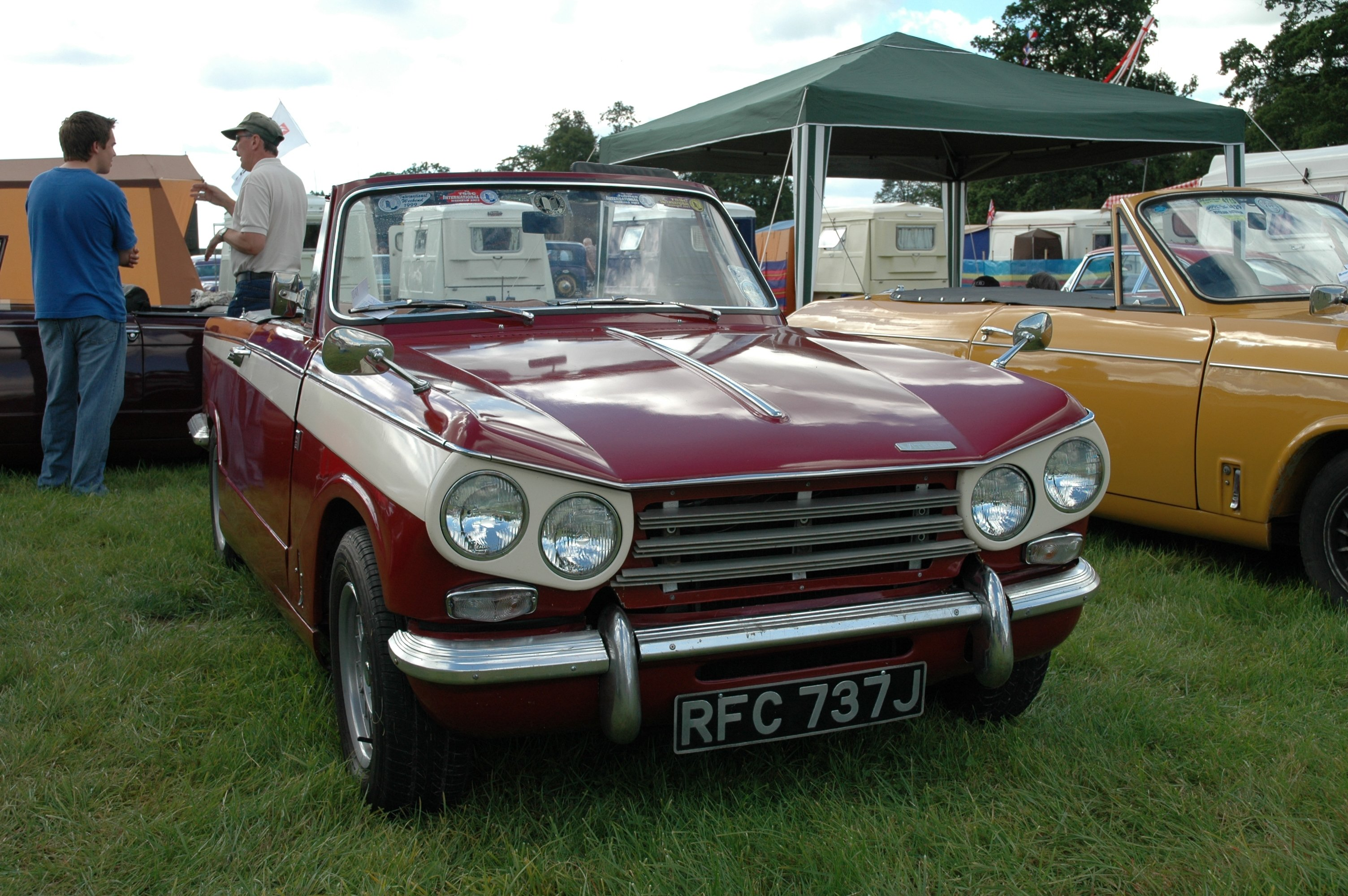
1970 Triumph Vitesse Mk.2 Convertible

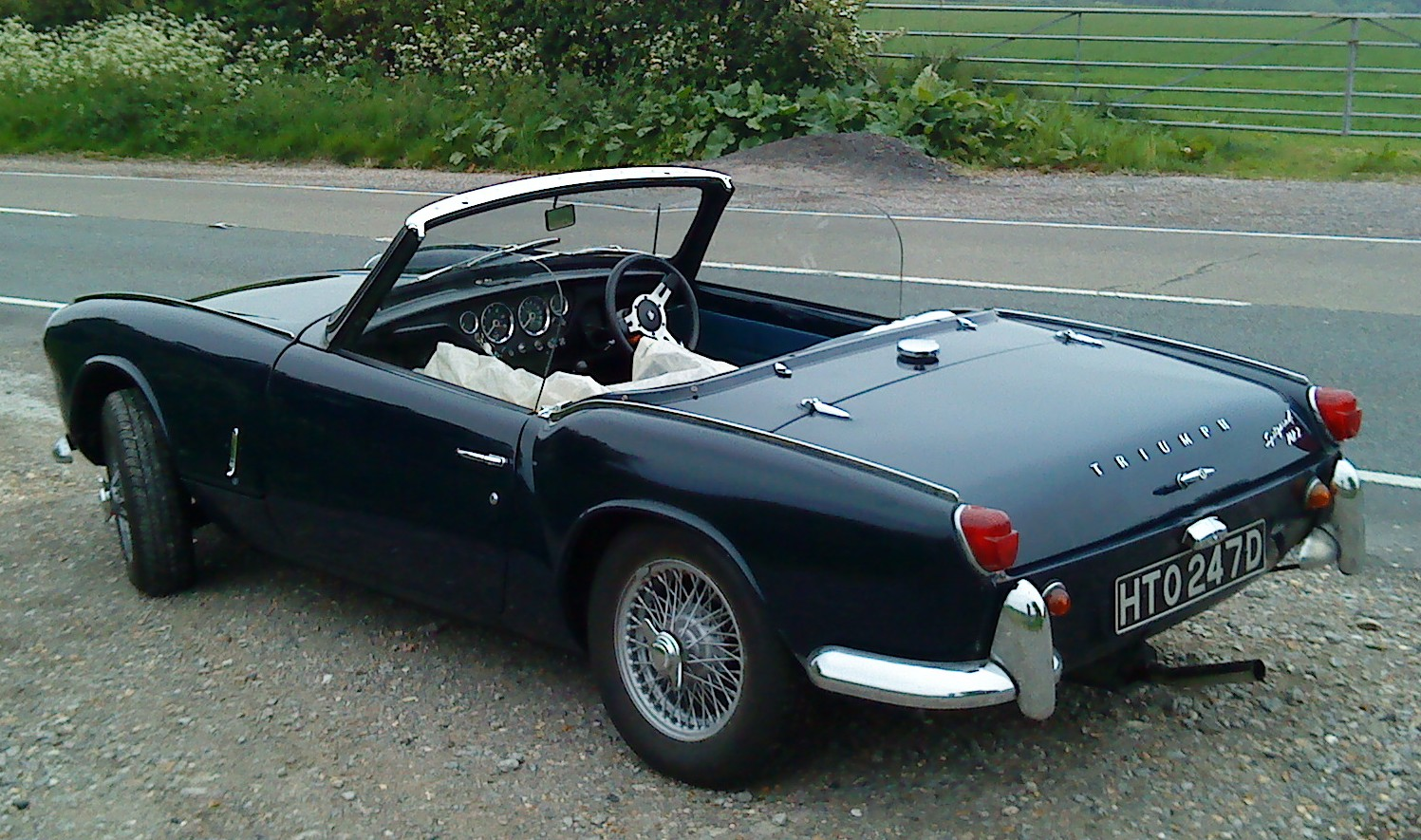
1962-1980 Triumph Spitfire

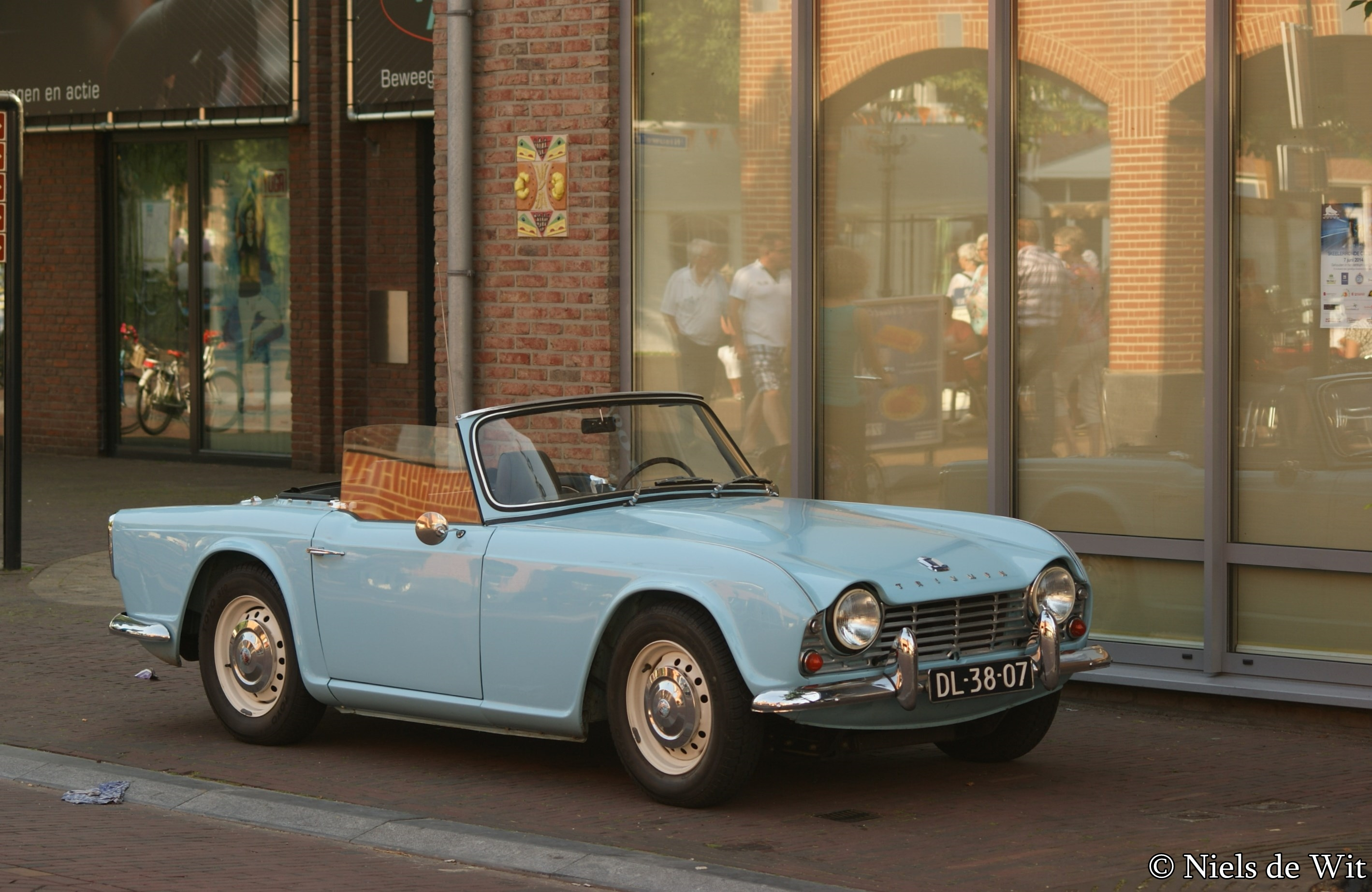
1966-1976 Triumph TR4/TR5/TR6

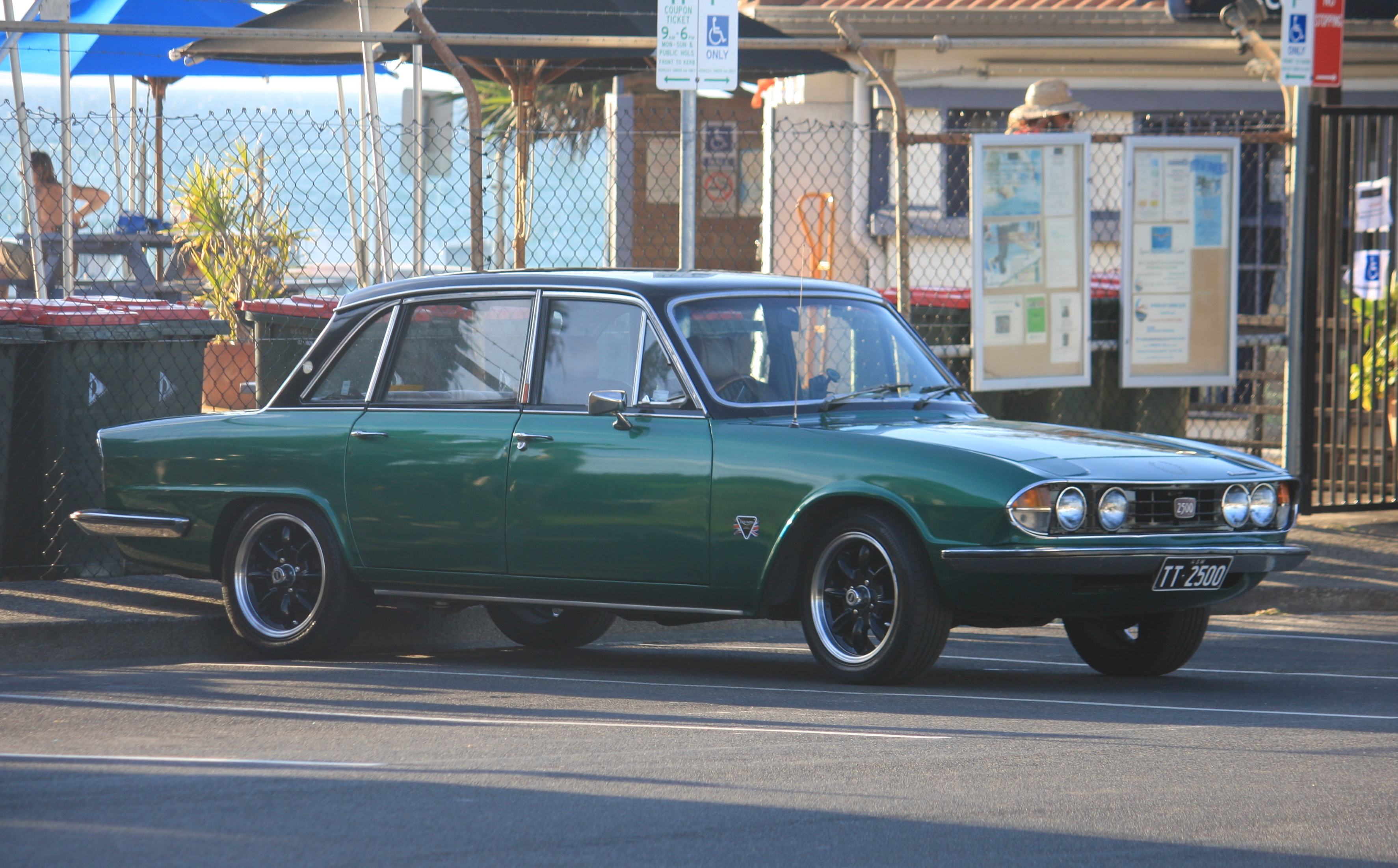
Triumph 2500

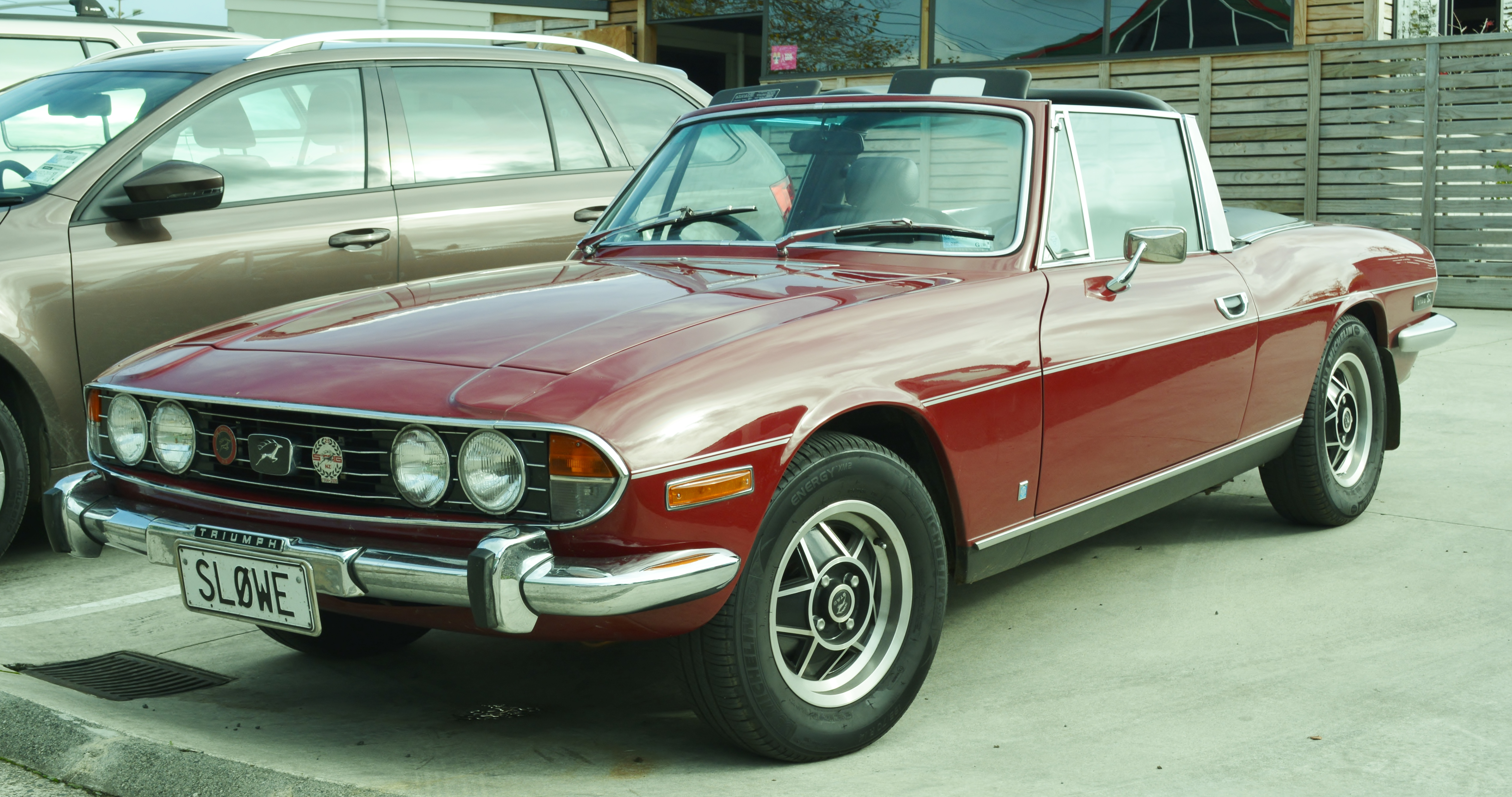
1973 Triumph Stag

Triumph-Standard fue comprada por Leyland Motor Corporation Ltd. en diciembre de 1960. Donald Stokes alcanzaría la presidencia de la división de Triumph-Standard en 1963. Posteriores fusiones llevaron a la formación de British Leyland Motor Company en 1968.
La planta de Triumph en Speke, Liverpool, fue gradualmente aumentando sus instalaciones desde 1959 hasta convertirse en la fábrica más moderna de la compañía, pudiendo alcanzar una capacidad de producción de 100.000 coches al año (cantidad nunca alcanzada), llegándose a producir un máximo de 30.000 coches anuales. Durante los años 60 y 70 Trimph comercializó una sucesión de berlinas diseñadas por Giovanni Michelotti y coches deportivos, incluyendo el Triumph 1300 con tracción delantera con el que la marca competía con el ADO16 y Morris Minor, y el avanzado Triumph Dolomite Sprint de 1973 con motor de 16 válvulas. Sin embargo otra de las innovaciones de la compañía, la inyección de gasolina Lucas del motor 2.5 P.I (petrol inyection) fue un fracaso debido a los constantes problemas de vaporización de la gasolina con temperaturas exteriores altas como las de los veranos australianos o a la ausencia de un compensador de altitud para ajustar la mezcla de combustible, lo que generaba problemas de arranque por encima de los 1000 metros sobre el nivel de mar.
Dentro de British Leyland, Triumph perteneció a la división especial junto con Rover y Jaguar, aunque en este periodo solo se diseñó un modelo nuevo -el TR7- que tuvo el dudoso honor de ser fabricado en tres plantas que fueron cerrando sucesivamente, la de Speke, la de Canley y la de Solihull de Rover, que se mantendría aunque solo para vehículos Land-Rover. Distintos proyectos de modernización del TR7 y su derivado de 8 ciclindros, el TR8, junto con el cancelado proyecto del SD-2 como sustituto del Dolomite, se sucedieron a finales de los 70 conduciendo a la marca a su desaparición. Con British Leyland bajo control estatal, el Ryder Report -informe Ryder-  de 1975, dictaba que British Leyland reconvirtiese su división de automóviles en una empresa "única y unificada" racionalizando los procesos fabriles y las redes comerciales, divididas únicamente en dos; Austin-Morris-Princess orientada a productos de gran difusión y Jaguar-Rover-Triumph (JRT) especializada en productos exclusivos.
Esto significó la desaparición de las marcas más pequeñas -Wolseley y Riley- fruto de absorciones anteriores y el principio del fin para Triumph y Morris, pues en busca de la rentabilidad las marcas debían orientarse a mercados no concurrentes. El proyecto del nuevo Rover SD1 y la cancelación de su variante SD2 de menor tamaño que debía sustituir a los Triumph Dolomite y Morris Ital, forzó la desaparición de los Triumph 2500 y dejó a los Triumph Dolomite y Triumph TR7 como productos técnicamente desfasados y sin previsión de sustitución.

### Final de Triumph
El último modelo de Triumph fue el Triumph Acclaim, básicamene un Honda Civic/Ballade producido en Reino Unido, introducido en 1981 como sistema de eludir la limitación autoimpuesta por los fabricantes japoneses de producir en Europa. El nombre de Triumph desapareció en 1984, cuando el Acclaim fue reemplazado por el Austin Montego ligeramente mayor y por el Rover 200, una versión de la siguiente generación del Honda Civic/Ballade. Tras el relanzamiento de las marcas Austin y Rover en todos los segmentos del mercado, British Leyland se convirtió en el grupo Austin-Rover, dando por desaparecidas simultáneamente las marcas Triumph y Morris.
El nombre de Triumph es propiedad de BMW junto con Riley y Mini. En 2007 hubo rumores de un nuevo Triumph TR4 con base BMW que no llegó a materializarse.

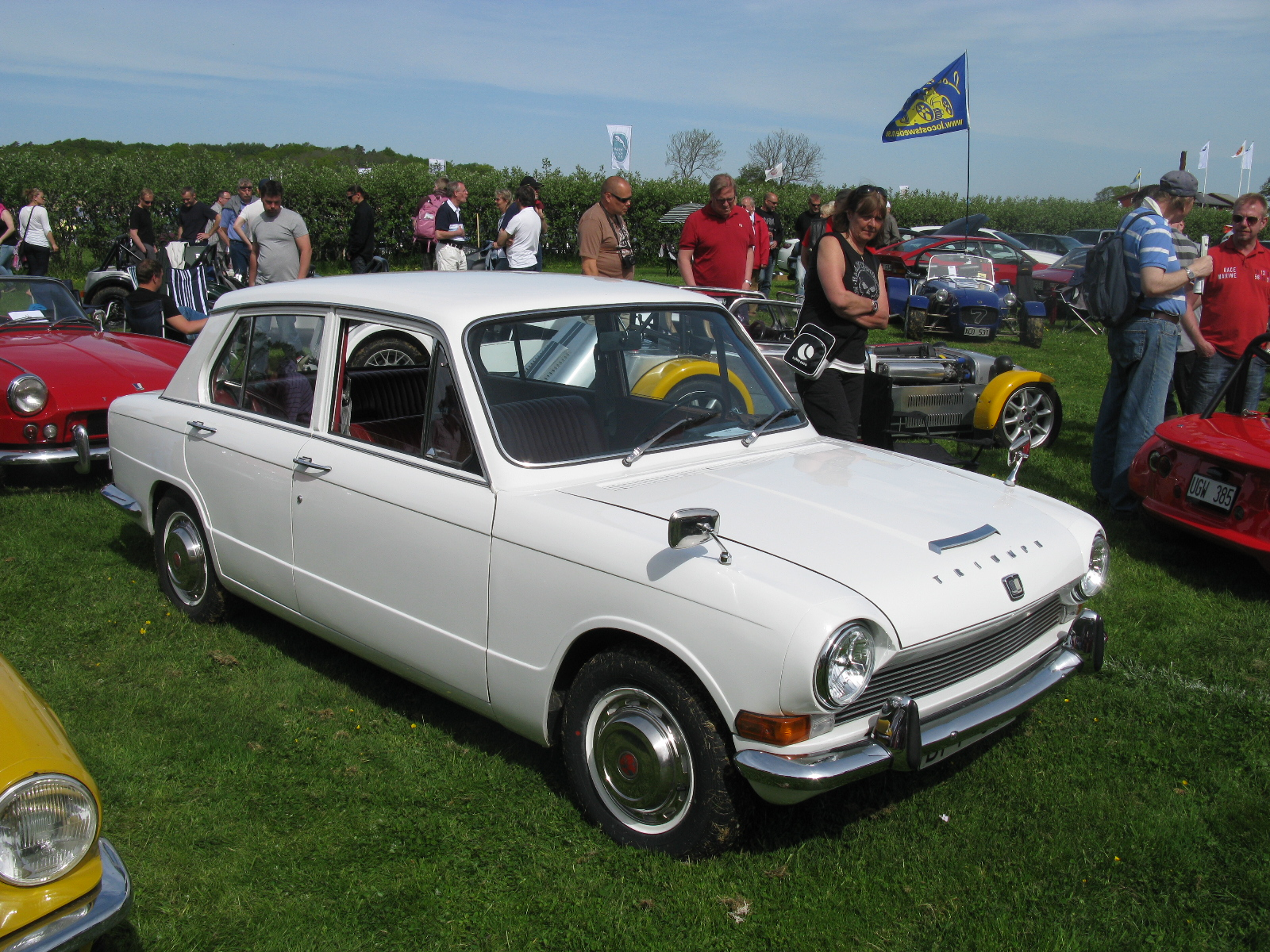
Triumph 1300

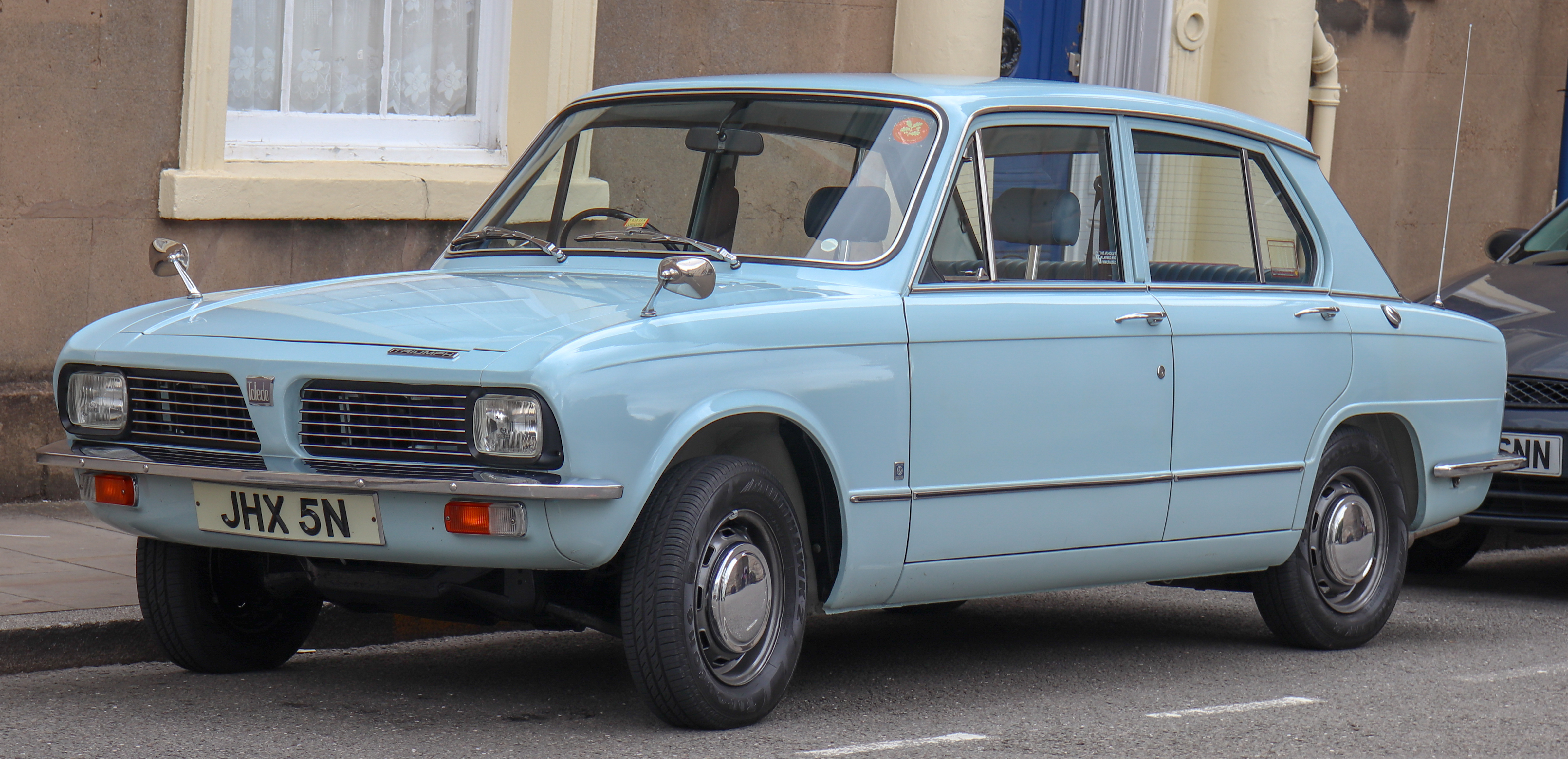
Triumph Toledo

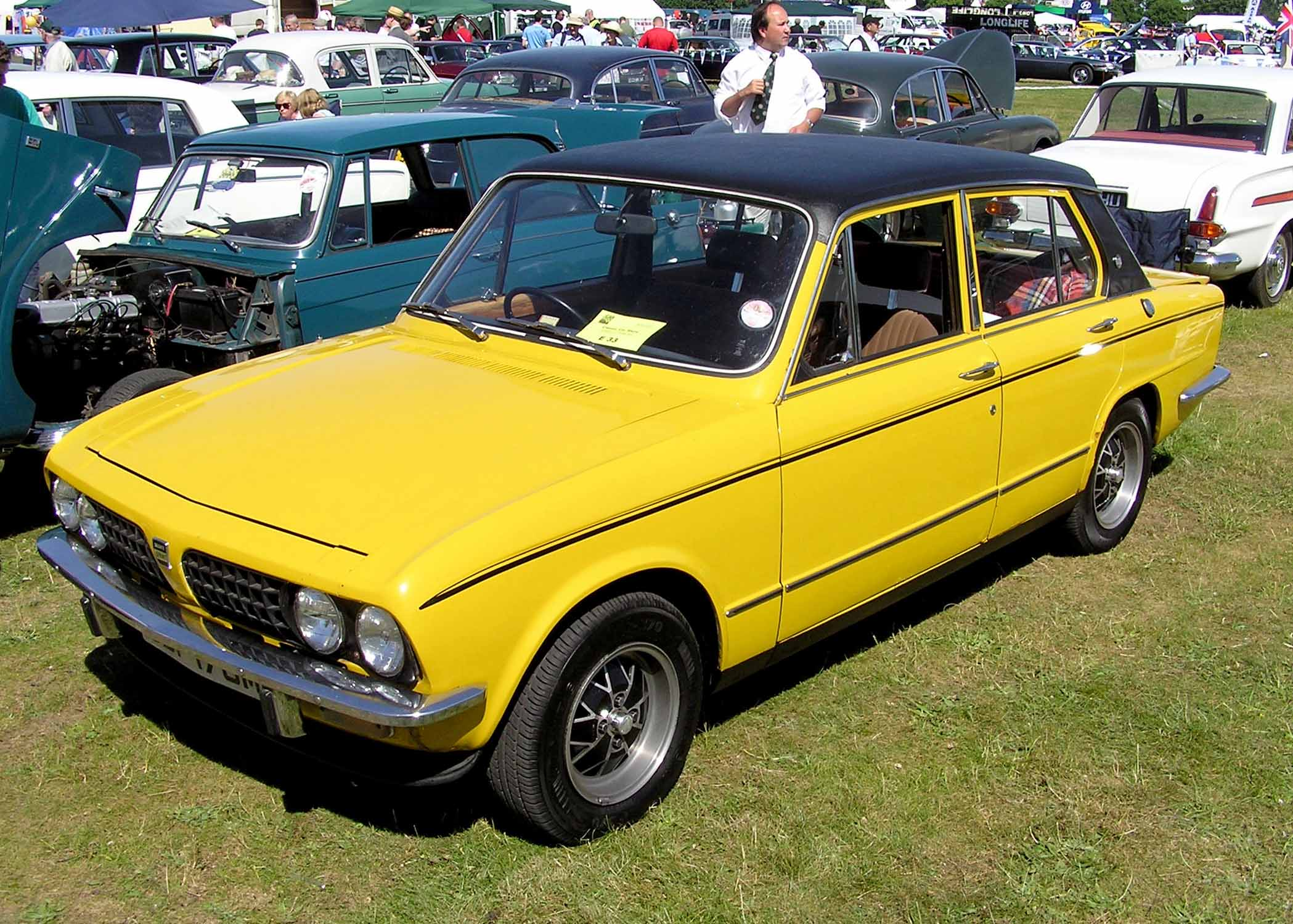
1973 Triumph Dolomite Sprint

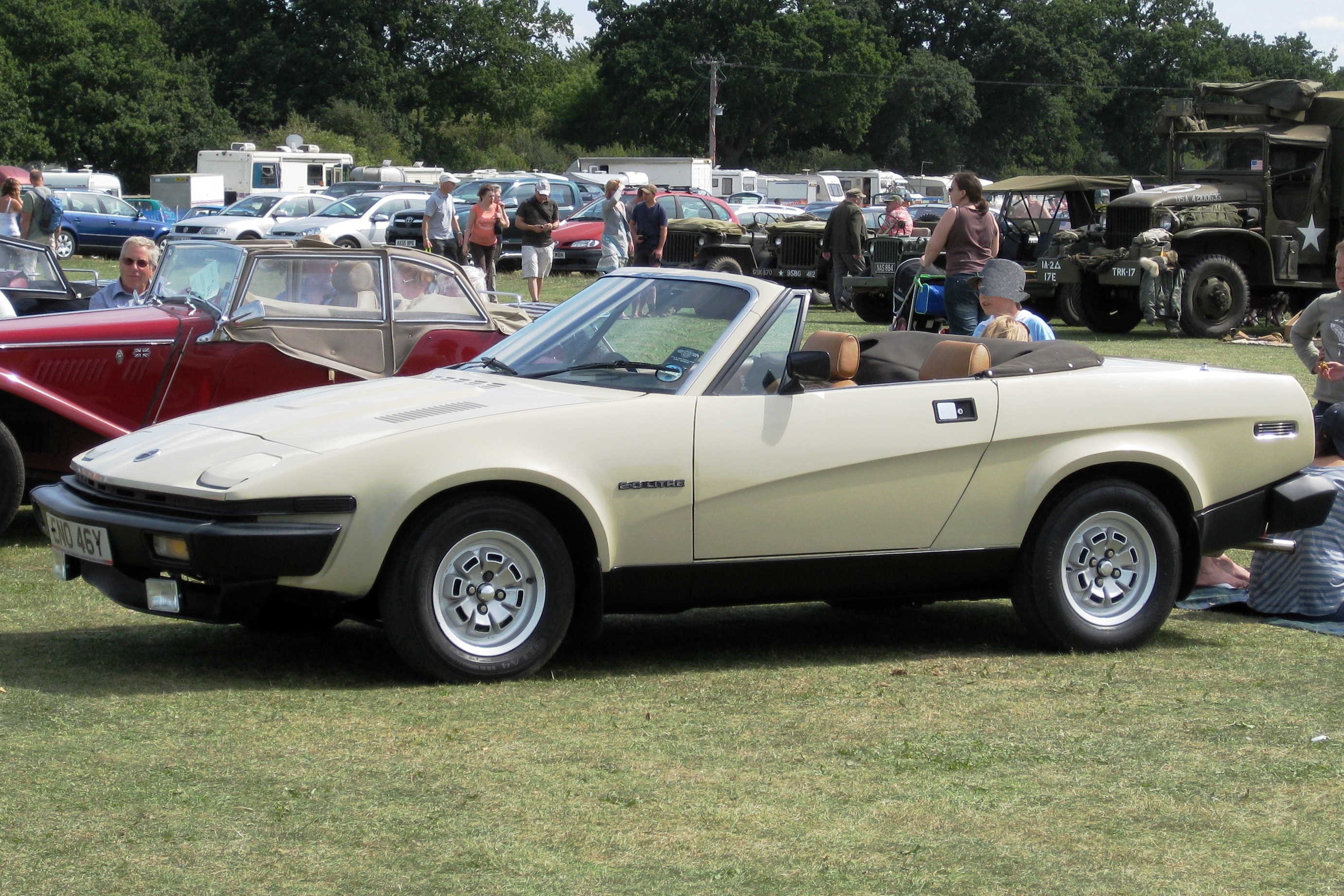
1982 Triumph TR7 cabriolet

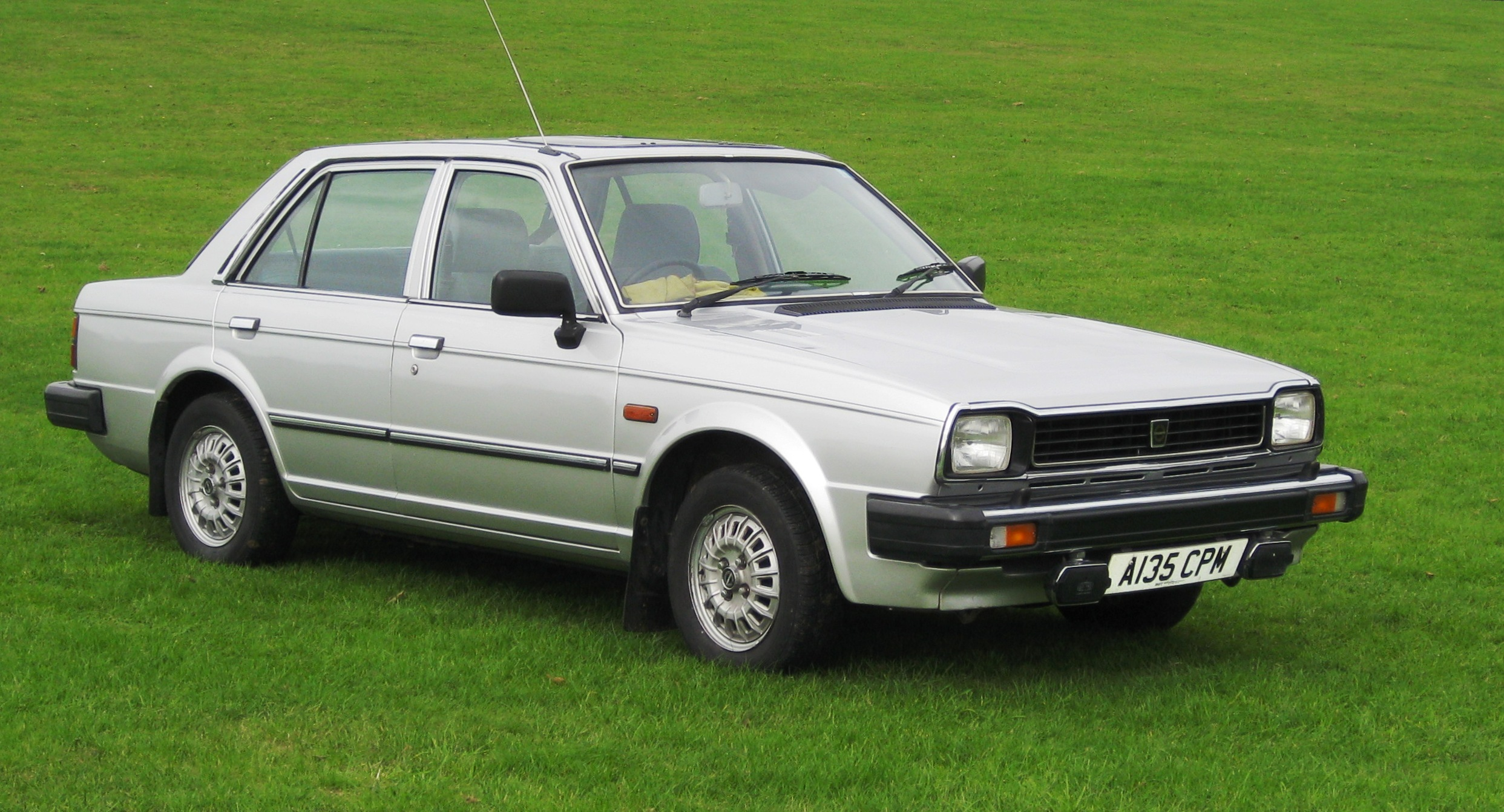
1983 Triumph Acclaim

## Modelos Triumph

### Modelos de preguerra
| Nombre de modelo                  | Motor                          | Año       |
| --------------------------------- | ------------------------------ | --------- |
| Triumph 10/20                     | 1393 cc 4 cil. en línea        | (1923–25) |
| Triumph 13/35 o 12.8              | 1872 cc 4 cil. en línea        | (1927–27) |
| Triumph 15/50 o Quince            | 2169 cc 4 cil. en línea        | (1926–30) |
| Triumph Super 7                   | 747 cc 4 cil. en línea         | (1928)    |
| Triumph Super 8                   | 832 cc 4 cil. en línea         | (1930)    |
| Triumph Super 9                   | 1018 cc 4 cil. en línea        | (1931)    |
| Triumph Gloria 10                 | 1087 cc 4 cil. en línea        | (1933)    |
| Triumph 12-6 Escorpión            | 1203 cc 6 cil. en línea        | (1931–33) |
| Triumph South Cross               | 1087/1232 cc 4 cil. en línea   | (1932)    |
| Triumph Gloria ('12'/'12') Cuatro | 1232/1496 cc 4 cil. en línea   | (1934–37) |
| Triumph Gloria ('6'/'6/16') Seis  | 1476/1991 cc 6 cil. en línea   | (1934–35) |
| Triumph Gloria 14                 | 1496/1767 cc 4 cil. en línea   | (1937–38) |
| Triumph Dolomite 8                | 1990 cc inline 8 (DOHC)        | (1934)    |
| Triumph Dolomite Vitesse 14       | 1767/1991 cc 4 cil. en línea/6 | (1937–38) |
| Triumph Vitesse                   | 1767/1991 cc 4 cil. en línea/6 | (1936–38) |
| Triumph Dolomite 14/60            | 1767/1991 cc 4 cil. en línea/6 | (1937–39) |
| Triumph Dolomite Roadster         | 1767/1991 cc 4 cil. en línea/6 | (1937–39) |
| Triumph 12                        | 1496 cc 4 cil. en línea        | (1939–40) |

### Modelos posteriores
| Nombre de modelo                                           | Motor                   | Año     | Unidades |
| ---------------------------------------------------------- | ----------------------- | ------- | -------- |
| Triuph 1800 Saloon                                         | 1776 cc 4 cil. en línea | 1946–49 |          |
| Triumph 1800 Roadster                                      | 1776 cc 4 cil. en línea | 1946–48 |          |
| Triumph 2000 Saloon                                        | 2088 cc 4 cil. en línea | 1949    |          |
| Triumph 2000 Roadster                                      | 2088 cc 4 cil. en línea | 1948–49 |          |
| Triumph Renown                                             | 2088 cc 4 cil. en línea | 1949–54 |          |
| Triumph Mayflower                                          | 1247 cc 4 cil. en línea | 1949–53 |          |
| Triumph TR1/20TS                                           | 2208 cc 4 cil. en línea | 1950    |          |
| Triumph TR2                                                | 1991 cc 4 cil. en línea | 1953–55 | 8636     |
| Triunph TR3                                                | 1991 cc 4 cil. en línea | 1956–58 |          |
| Triumph TR3Un                                              | 1991 cc 4 cil. en línea | 1958–62 |          |
| Triumph TR3B                                               | 2138 cc 4 cil. en línea | 1962    |          |
| Triumph Italia                                             | 1991 cc 4 cil. en línea | 1959–62 |          |
| Triumph TR4                                                | 2138 cc 4 cil. en línea | 1961–65 |          |
| Triunfo TR4Un                                              | 2138 cc 4 cil. en línea | 1965–67 |          |
| Triumph TR5                                                | 2498 cc 6 cil. en línea | 1967–69 |          |
| Triumph TR250                                              | 2498 cc 6 cil. en línea | 1967–69 |          |
| Triumph GTR4                                               | 2138 cc 4 cil. en línea | 1961–64 |          |
| Triumph TR6                                                | 2498 cc 6 cil. en línea | 1969–76 |          |
| Triumph TR7                                                | 1998 cc 4 cil. en línea | 1975–81 |          |
| Triumph TR8                                                | 3528 cc V8              | 1978–81 |          |
| Triumph Spitfire                                           | 1147 cc 4 cil. en línea | 1962–65 | 45.763   |
| Triumph Spitfire Mk II                                     | 1147 cc 4 cil. en línea | 1965–67 | 37.409   |
| Triumph Spitfire Mk III                                    | 1296 cc 4 cil. en línea | 1967–70 | 65.320   |
| Triumph Spitfire Mk IV                                     | 1296 cc 4 cil. en línea | 1970–74 | 70.021   |
| Triumph Spitfire 1500                                      | 1493 cc 4 cil. en línea | 1974–80 | 95.829   |
| Triumph GT6                                                | 1998 cc 6 cil. en línea | 1966–73 | 40.926   |
| Triumph Herald                                             | 948 cc 4 cil. en línea  | 1959–64 |          |
| Triumph Herald 1200                                        | 1147 cc 4 cil. en línea | 1961–70 |          |
| Triumph Herald 12/50                                       | 1147 cc 4 cil. en línea | 1963–67 |          |
| Triumph Herald 13/60                                       | 1296 cc 4 cil. en línea | 1967–71 |          |
| Triumph Courier                                            | 1147 cc 4 cil. en línea | 1962-66 |          |
| Triumph Vitesse 6                                          | 1596 cc 6 cil. en línea | 1962–66 |          |
| Triunfo Vitesse Sports 6 (versión de EE. UU. de Vitesse 6) | 1596 cc 6 cil. en línea | 1962–64 |          |
| Triumph Vitesse 2-litro y Vitesse Mark 2                   | 1998 cc 6 cil. en línea | 1966–71 |          |
| Triumph 1300                                               | 1296 cc 4 cil. en línea | 1965–70 |          |
| Triumph 1300 TC                                            | 1296 cc 4 cil. en línea | 1967–70 |          |
| Triumph 1500                                               | 1493 cc 4 cil. en línea | 1970–73 |          |
| Triumph 1500 TC                                            | 1493 cc 4 cil. en línea | 1973–76 |          |
| Triumph Stag                                               | 2997 cc V8              | 1971–77 |          |
| Triumph Toledo                                             | 1296 cc 4 cil. en línea | 1970–78 |          |
| Triumph Dolomite 1300                                      | 1296 cc 4 cil. en línea | 1976–80 |          |
| Triumph Dolomite 1500                                      | 1493 cc 4 cil. en línea | 1976–80 |          |
| Triumph Dolomite 1500 HL                                   | 1493 cc 4 cil. en línea | 1976–80 |          |
| Triumph Dolomite 1850                                      | 1850 cc 4 cil. en línea | 1972–76 |          |
| Triumph Dolomite 1850 HL                                   | 1850 cc 4 cil. en línea | 1976–80 |          |
| Triumph Dolomite Sprint                                    | 1998 cc 4 cil. en línea | 1973–80 |          |
| Triumph 2000 Mk1, Mk2, TC                                  | 1998 cc 6 cil. en línea | 1963–77 |          |
| Triumph 2.5 PI Mk1, Mk2                                    | 2498 cc 6 cil. en línea | 1968–75 |          |
| Triumph 2500 TC & S                                        | 2498 cc 6 cil. en línea | 1974–77 |          |
| Triumph Acclaim                                            | 1335 cc 4 cil. en línea | 1981–84 | 133.625  |

## Prototipos
| Nombre de modelo  |
| ----------------- |
| Triuph TR7 Sprint |
| Triumph Fury      |
| Triumph Lynxjeep  |

## Modelos basados en Triumph
| Nombre de modelo | Descripción                                                                                                | Años de producción |
| ---------------- | --- | ------------------ |
| Trago Doretti    | (1954–55)                                                                                                  |                    |
| Amphicar         | Motor de Triumph Herald                                                                                    | (1961–68)          |
| Link Equipe GT   | | (1964–67)          |
| Pantera Rio      | basado en el Triunfo Dolomite                                                                              | (1975–77)          |
| Fairthorpe Cars  | |                    |
| Saab 99          | Motor Triumph Slant tras el fin de producción del V4 de Ford Alemania.                                     |                    |
| Lotus Siete      | La Serie 2 utilizaba componentes de Standard-Triumph                                                       | (1960–68)          |
| Daimler SP250    | Utiliaba varios componentes Triumph com la caja de cambios y brazos de suspensión.                         |                    |
| Jensen-Healey    | Mk. Utilizó los frenos delanteros del TR-6.                                                                |                    |
| MG Midget 1500   | Los Midgets con paragolpes de goma utilizaban motor de 1493 cc L-4 y caja de cambios del Triumph Spitfire. | (1975–79)          |

## Emblemas

Logo de motocicletas de 1939
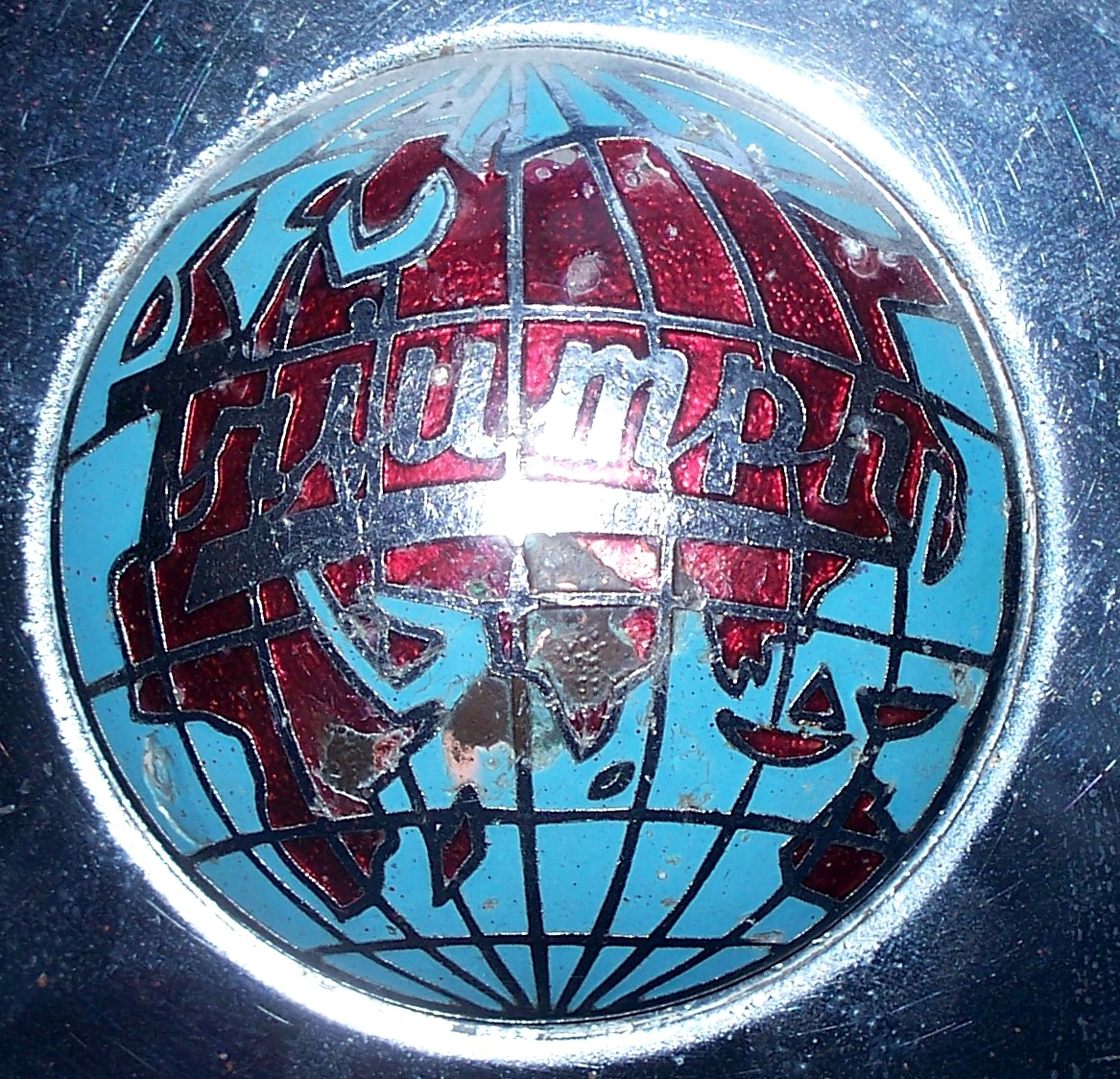
Triumph "globe"
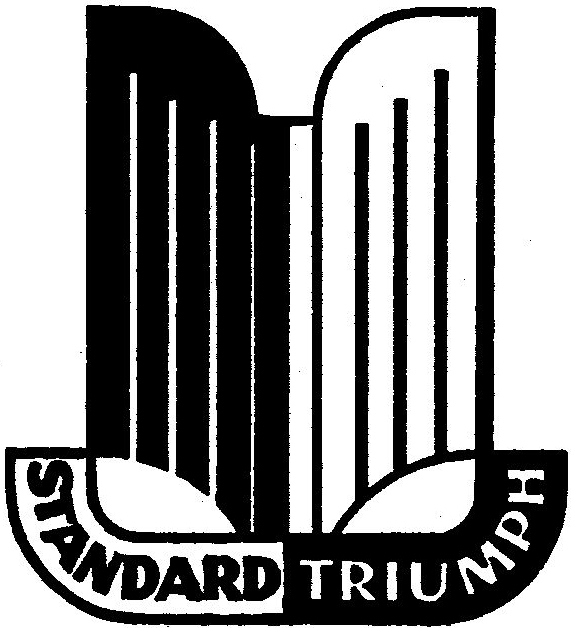
Standard Triumph
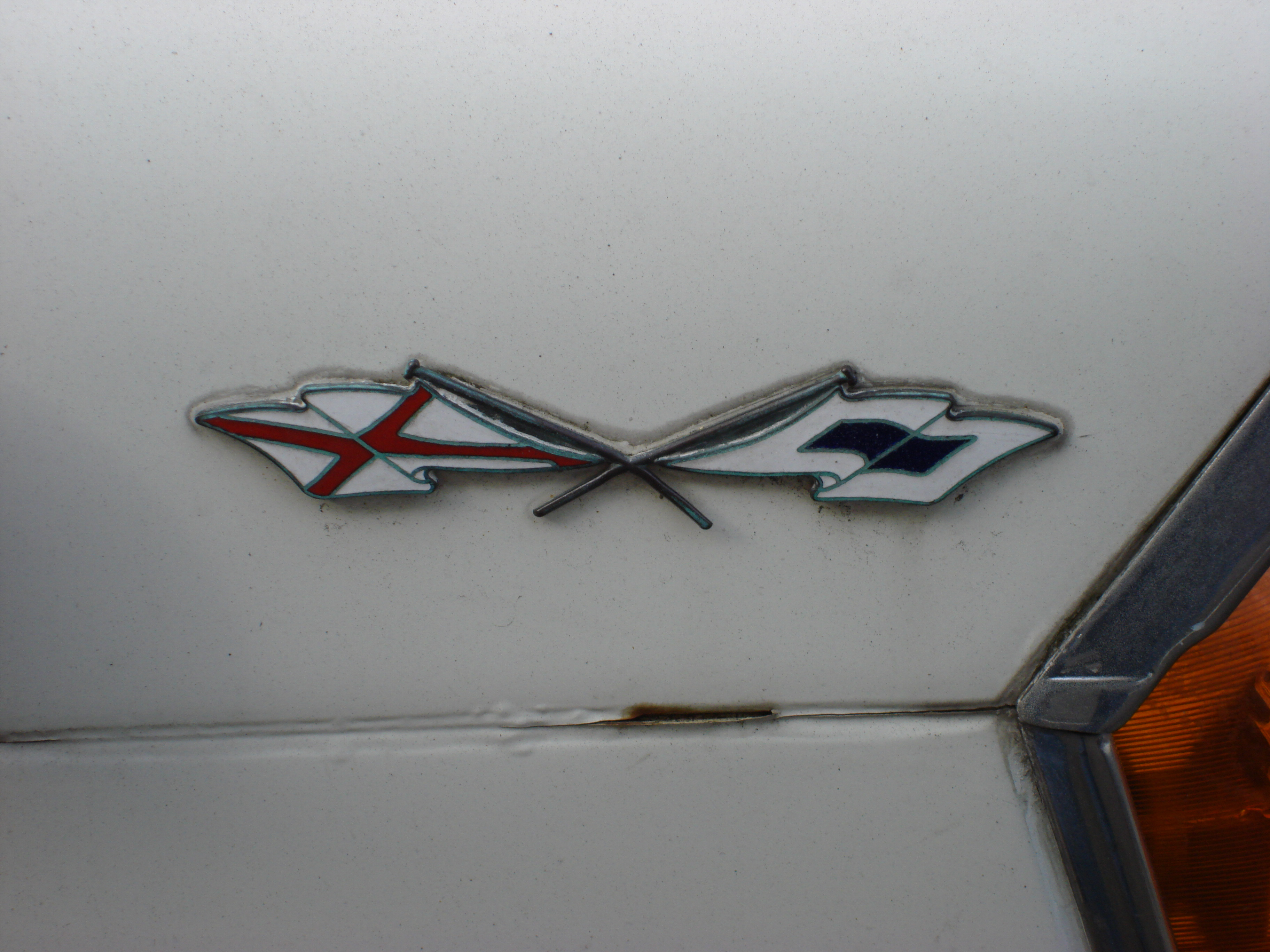
Triumph Herald double flags
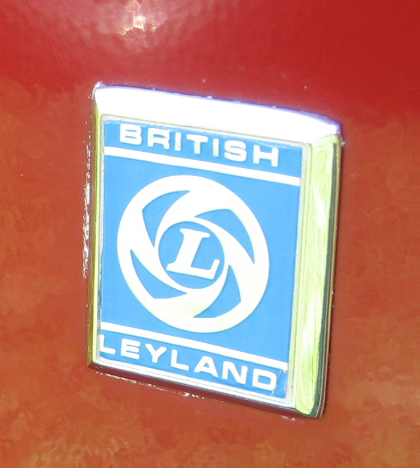
British Leyland
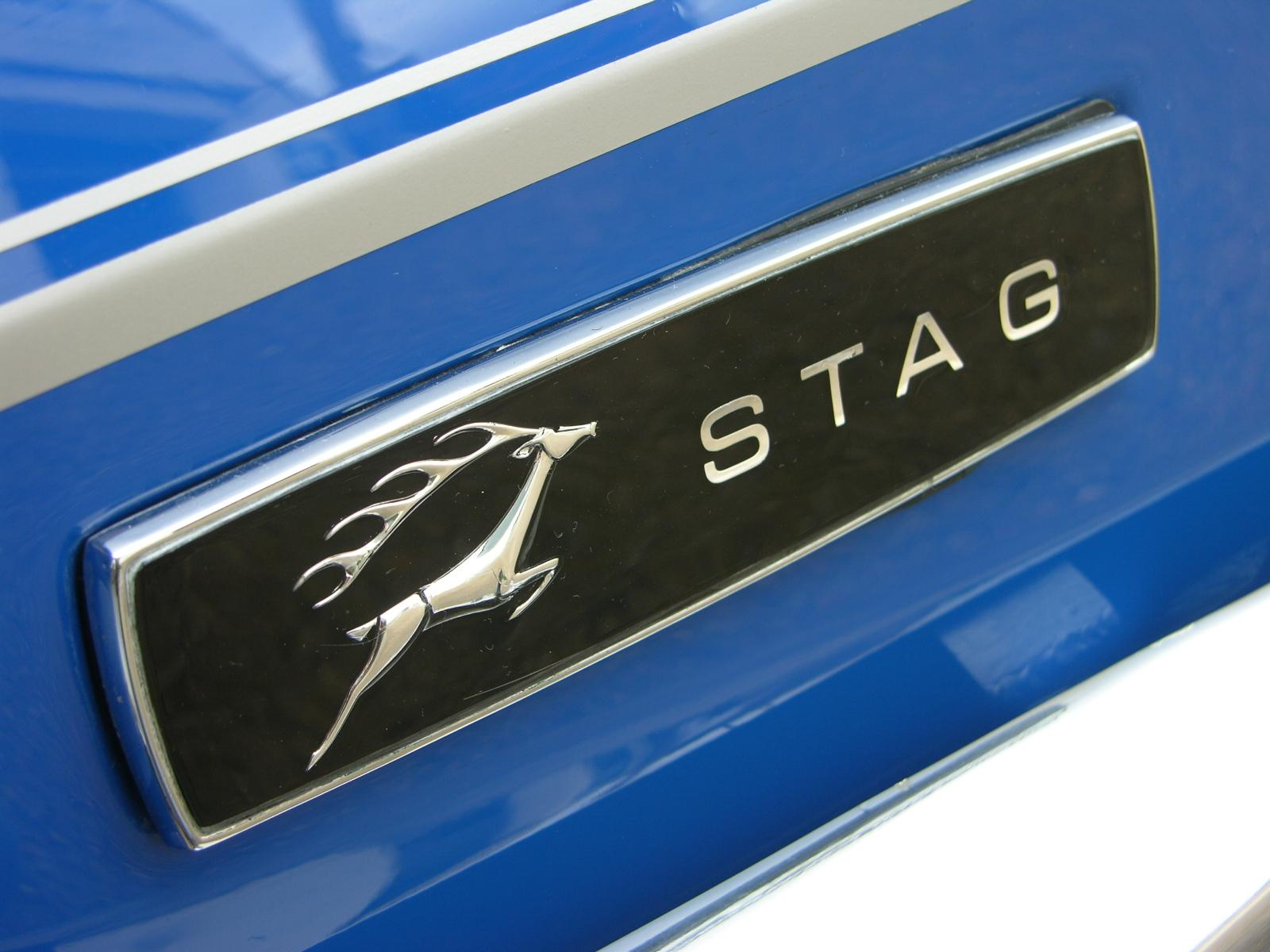
Triumph Stag 1974

## Línea Temporal
| 1885                  | 1896                  | 1901                  | 1904                  | 1905                  | 1910                  | 1913                  | 1922                  | 1930                  | 1951                  | 1952                      | 1961                      | 1962                      | 1965                      | 1966                      | 1967                      | 1968                              | 1981                              | 1982               | 1985               | 1986             | 1987             | 1993             | 1999                            | 2000                            | 2005                                  | 2006                                  | 2010                                  | 2011                                  | Presente                              |
| --------------------- | --------------------- | --------------------- | --------------------- | --------------------- | --------------------- | --------------------- | --------------------- | --------------------- | --------------------- | ------------------------- | ------------------------- | ------------------------- | ------------------------- | ------------------------- | ------------------------- | --------------------------------- | --------------------------------- | ------------------ | ------------------ | ---------------- | ---------------- | ---------------- | ------------------------------- | ------------------------------- | ------------------------------------- | ------------------------------------- | ------------------------------------- | ------------------------------------- | ------------------------------------- |
| Triumph Motor Company | Triumph Motor Company | Triumph Motor Company | Triumph Motor Company | Triumph Motor Company | Triumph Motor Company | Triumph Motor Company | Triumph Motor Company | Triumph Motor Company | Triumph Motor Company | Triumph Motor Company     | Triumph Motor Company     | Leyland Motor Corporation | Leyland Motor Corporation | Leyland Motor Corporation | Leyland Motor Corporation | British Leyland Motor Corporation | British Leyland Motor Corporation | Austin Rover Group | Austin Rover Group | Rover Group plc  | Leyland DAF      | Leyland DAF      | LDV Group (Paccar)              | LDV Group (Paccar)              | Roewe - MG Motor - Maxus (SAIC Motor) | Roewe - MG Motor - Maxus (SAIC Motor) | Roewe - MG Motor - Maxus (SAIC Motor) | Roewe - MG Motor - Maxus (SAIC Motor) | Roewe - MG Motor - Maxus (SAIC Motor) |
|                       | Leyland Motor Ltd.    | Leyland Motor Ltd.    | Leyland Motor Ltd.    | Leyland Motor Ltd.    | Leyland Motor Ltd.    | Leyland Motor Ltd.    | Leyland Motor Ltd.    | Leyland Motor Ltd.    | Leyland Motor Ltd.    | Leyland Motor Ltd.        | Leyland Motor Ltd.        | Leyland Motor Corporation | Leyland Motor Corporation | Leyland Motor Corporation | Leyland Motor Corporation | British Leyland Motor Corporation | British Leyland Motor Corporation | Austin Rover Group | Austin Rover Group | Rover Group plc  | Rover Group plc  | Rover Group plc  | MG Rover Group                  | MG Rover Group                  | Roewe - MG Motor - Maxus (SAIC Motor) | Roewe - MG Motor - Maxus (SAIC Motor) | Roewe - MG Motor - Maxus (SAIC Motor) | Roewe - MG Motor - Maxus (SAIC Motor) | Roewe - MG Motor - Maxus (SAIC Motor) |
|                       |                       | Rover Company         |                       |                       |                       |                       |                       |                       |                       |                           |                           | Leyland Motor Corporation | Leyland Motor Corporation | Leyland Motor Corporation | Leyland Motor Corporation | British Leyland Motor Corporation | British Leyland Motor Corporation | Austin Rover Group | Austin Rover Group | Rover Group plc  | Rover Group plc  | Rover Group plc  | MG Rover Group                  | MG Rover Group                  | Roewe - MG Motor - Maxus (SAIC Motor) | Roewe - MG Motor - Maxus (SAIC Motor) | Roewe - MG Motor - Maxus (SAIC Motor) | Roewe - MG Motor - Maxus (SAIC Motor) | Roewe - MG Motor - Maxus (SAIC Motor) |
|                       | Riley Motors          | Riley Motors          | Riley Motors          | Riley Motors          | Riley Motors          | Riley Motors          | Riley Motors          | Riley Motors          | Riley Motors          | British Motor Corporation | British Motor Corporation | British Motor Corporation | British Motor Corporation | British Motor Holdings    | British Motor Holdings    | British Leyland Motor Corporation | British Leyland Motor Corporation | Austin Rover Group | Austin Rover Group | Rover Group plc  | Rover Group plc  | Rover Group plc  | MG Rover Group                  | MG Rover Group                  | Roewe - MG Motor - Maxus (SAIC Motor) | Roewe - MG Motor - Maxus (SAIC Motor) | Roewe - MG Motor - Maxus (SAIC Motor) | Roewe - MG Motor - Maxus (SAIC Motor) | Roewe - MG Motor - Maxus (SAIC Motor) |
|                       |                       | Wolseley Motors       |                       |                       |                       |                       |                       |                       |                       | British Motor Corporation | British Motor Corporation | British Motor Corporation | British Motor Corporation | British Motor Holdings    | British Motor Holdings    | British Leyland Motor Corporation | British Leyland Motor Corporation | Austin Rover Group | Austin Rover Group | Rover Group plc  | Rover Group plc  | Rover Group plc  | MG Rover Group                  | MG Rover Group                  | Roewe - MG Motor - Maxus (SAIC Motor) | Roewe - MG Motor - Maxus (SAIC Motor) | Roewe - MG Motor - Maxus (SAIC Motor) | Roewe - MG Motor - Maxus (SAIC Motor) | Roewe - MG Motor - Maxus (SAIC Motor) |
|                       |                       |                       | Austin Motor Company  |                       |                       |                       |                       |                       |                       | British Motor Corporation | British Motor Corporation | British Motor Corporation | British Motor Corporation | British Motor Holdings    | British Motor Holdings    | British Leyland Motor Corporation | British Leyland Motor Corporation | Austin Rover Group | Austin Rover Group | Rover Group plc  | Rover Group plc  | Rover Group plc  | MG Rover Group                  | MG Rover Group                  | Roewe - MG Motor - Maxus (SAIC Motor) | Roewe - MG Motor - Maxus (SAIC Motor) | Roewe - MG Motor - Maxus (SAIC Motor) | Roewe - MG Motor - Maxus (SAIC Motor) | Roewe - MG Motor - Maxus (SAIC Motor) |
|                       |                       |                       |                       | Morris Motors         | Morris Motors         | Morris Motors         | Morris Motors         | Morris Motors         | Morris Motors         | British Motor Corporation | British Motor Corporation | British Motor Corporation | British Motor Corporation | British Motor Holdings    | British Motor Holdings    | British Leyland Motor Corporation | British Leyland Motor Corporation | Austin Rover Group | Austin Rover Group | Rover Group plc  | Rover Group plc  | Rover Group plc  | MINI (BMW)                      | MINI (BMW)                      | MINI (BMW)                            | MINI (BMW)                            | MINI (BMW)                            | MINI (BMW)                            | MINI (BMW)                            |
|                       |                       |                       |                       |                       |                       |                       |                       | MG Cars               | MG Cars               | British Motor Corporation | British Motor Corporation | British Motor Corporation | British Motor Corporation | British Motor Holdings    | British Motor Holdings    | British Leyland Motor Corporation | British Leyland Motor Corporation | Austin Rover Group | Austin Rover Group | Rover Group plc  | Rover Group plc  | Rover Group plc  | Premier Automotive Group (Ford) | Premier Automotive Group (Ford) | Premier Automotive Group (Ford)       | Premier Automotive Group (Ford)       | Jaguar Land Rover (Tata Motors)       | Jaguar Land Rover (Tata Motors)       | Jaguar Land Rover (Tata Motors)       |
|                       |                       |                       |                       |                       | Jaguar Cars Ltd.      | Jaguar Cars Ltd.      | Jaguar Cars Ltd.      | Jaguar Cars Ltd.      | Jaguar Cars Ltd.      | Jaguar Cars Ltd.          | Jaguar Cars Ltd.          | Jaguar Cars Ltd.          | Jaguar Cars Ltd.          | British Motor Holdings    | British Motor Holdings    | British Leyland Motor Corporation | British Leyland Motor Corporation | Jaguar Cars Ltd.   | Jaguar Cars Ltd.   | Jaguar Cars Ltd. | Jaguar Cars Ltd. | Jaguar Cars Ltd. | Premier Automotive Group (Ford) | Premier Automotive Group (Ford) | Premier Automotive Group (Ford)       | Premier Automotive Group (Ford)       | Jaguar Land Rover (Tata Motors)       | Jaguar Land Rover (Tata Motors)       | Jaguar Land Rover (Tata Motors)       |
|                       |                       |                       |                       |                       | Aston Martin          | Aston Martin          | Aston Martin          | Aston Martin          | Aston Martin          | Aston Martin              | Aston Martin              | Aston Martin              | Aston Martin              | Aston Martin              | Aston Martin              | Aston Martin                      | Aston Martin                      | Aston Martin       | Aston Martin       | Aston Martin     | Aston Martin     | Aston Martin     | Premier Automotive Group (Ford) | Premier Automotive Group (Ford) | Premier Automotive Group (Ford)       | Premier Automotive Group (Ford)       | Aston Martin plc                      | Aston Martin plc                      | Aston Martin plc                      |